# Сравнение американского и британского варианта английского языка
Эта статья содержит информацию о различиях между британским и американским английским, которые в данной статье определяются следующим образом:
- Британский вариант английского языка (англ. British English, BrE) — это форма английского языка, используемая в Великобритании. Он включает в себя также все региональные диалекты английского языка в Великобритании.
- Американский вариант английского языка (англ. American English, AmE) — это форма английского языка, используемая в Соединённых Штатах Америки. Он включает в себя также все региональные диалекты английского языка в США.

Промежуточное положение между ними занимает канадский вариант английского языка. Ориентируясь, за редкими исключениями, на британские нормы правописания, он лексически и грамматически гораздо ближе к американской норме. За пределами школьного и гуманитарного университетского образования, в повседневном обиходе американская орфография не рассматривается как ошибочная. Это связано с тем, что с развитием кинематографии, телевидения и радио канадцы довольно быстро подверглись интенсивному влиянию американского узуса.
Письменные формы британского и американского английского, встречающиеся в газетах и учебниках, по существенным показателям почти не различаются. Незначительные различия можно лишь иногда заметить при сравнении языка письменных СМИ Великобритании и США (например, если сравнить американскую и британскую газету). Подобную «общую» официальную форму письменного английского языка часто называют стандартным английским.
Разговорные разновидности британского английского заметно различаются. В них отражена многолетняя история обособленного развития диалектов на Британских островах. Различия между диалектами, словами и акцентами прослеживаются не только между частями Великобритании — Англией, Северной Ирландией, Шотландией и Уэльсом, но и внутри них. На общеизвестном британском нормативном произношении (Received Pronunciation [RP]) говорит лишь два процента населения. На произношении RP основываются официальные словари, а также курсы преподавания английского языка как иностранного. Received Pronunciation также известен под названиями «Королевский английский» (англ. Queen’s English), «Оксфордский английский» (англ. Oxford English) и «Английский BBC» (англ. BBC English). Большинство названий не имеет под собой оснований: далеко не каждый выпускник Оксфордского университета говорит с акцентом RP, а дикторы телекомпании BBC больше не обязаны использовать только его в эфире.
Существует также неофициальный стандарт разговорного американского английского. Он выработался в результате влияния СМИ, а также исторического повышения географической и социальной мобильности населения США. В широком смысле данный акцент является типичным для телеведущих, поскольку профессия требует от них использования общепринятой лексики и речевой манеры. Тем не менее некоторые провинциальные работники телевидения склонны употреблять в эфире местные формы. Несмотря на наличие неофициальной нормы, региональные разновидности американского английского не только не исчезли, а напротив, только укоренились и развились, согласно лингвисту Уильяму Лабову.
Местные диалекты в США в основном отражают особенности родных языков большинства иммигрантов, проживающих в отдельно взятом районе. Влияние иностранных языков особенно заметно на уровне произношения и словарного запаса. Исследователи выделяют по меньшей мере четыре региональные разновидности американского английского: северную, южную, мидлендскую и западную. В период после Гражданской войны в США жители восточных территорий начали заселять запад страны, что привело к смешению говоров и диалектному нивелированию. Таким образом, наибольшее разнообразие форм американского английского сохраняется на гораздо раньше заселённом востоке США. Отдельные диалекты, например, диалект Нью-Йорка и диалект Южных Аппалачей, вовсе образуют свои, отличные от остальных разговорные формы американского английского, характерные только для данных мест.
Британский и американский английский считаются мировыми нормами письменного и устного английского языка, преподаваемого в неанглоязычных странах. В большинстве стран бывшей Британской империи, английский в которых не является языком большинства населения, следуют британской языковой традиции. В последнее время в таких странах большую популярность набирают американские слова и выражения, которые уже давно распространились на весь англоязычный мир. Американские правила, в свою очередь, используют страны (исконно неанглоязычные), в прошлом находившиеся под влиянием США. Во многих странах, независимо от предпочитаемой нормы, наряду с ней возникли собственные диалекты английского языка, как, например, в Индии и на Филиппинах.
Среди других важнейших вариантов английского языка выделяются канадский и австралийский английский, которые занимают соответственно третье и четвёртое место по числу носителей. Большую часть фонологии, лексики и синтаксиса канадский английский делит с американским вариантом, несмотря на обилие исконно канадских слов и сохранившихся британских норм. Этот факт позволяет некоторым исследователям выделять американский и канадский английский в отдельную группу диалектов под названием «североамериканские диалекты английского языка». В австралийском английском также встречаются как американские, так и британские особенности наряду с собственными австрализмами. Кроме того, английский язык в Австралии сильнее отличается от рассматриваемых в этой статье вариантов, чем канадский английский. Южноафриканский английский, новозеландский английский и ирландский английский отличаются от них ещё сильнее; по количеству носителей, для которых этот язык — родной, эти варианты занимают соответственно пятое, шестое и седьмое место.

## Историческая справка
Английский язык привезли в Америку британские колонисты, первые из которых в 1607 году прибыли в Джеймстаун (Виргиния). Английский язык распространился и по другим территориям, колонизированным Британской империей. К 1921 году её население составляло около 470—570 миллионов человек или четверть населения всего мира на тот момент.
За последние 400 лет формы английского, используемые в Америке (особенно в США) и в Великобритании, немного изменились. Это привело к возникновению новых форм, известных как американский английский и британский английский. Различия между ними затрагивают произношение, грамматику, словарный запас (лексику), некоторые нормы орфографии, пунктуацию, фразеологизмы и оформление дат и чисел. Тем не менее, различия в данных сферах почти не влияют на взаимопонятность американского и британского вариантов. Например, некоторые слова одного варианта могут иметь иное значение или вообще не использоваться в другом. Одним из первых различия описал создатель первого словаря американского английского Ноа Уэбстер. Именно он обратил внимание на то, что американцы говорят несколько иначе, нежели британцы, почти на уровне самостоятельного диалекта или регионального акцента.
Различия между американским и британским английским дали повод для шуток. К примеру, один из персонажей Бернарда Шоу говорит, что Великобритания и США — это «две страны, разделённые общим языком». В «Кентервильском привидении» Оскар Уайльд писал: «теперь у нас с Америкой всё одинаковое, кроме, разумеется, языка» (1888). В 1877 году английский фонетик Генри Свит ошибочно предположил, что уже через столетие носители американского, австралийского и британского английского не смогут понимать друг друга. Из-за укрепления международных связей через радио и телевидение, а также в результате глобализации язык стал менее подвержен диалектному делению. В конечном счёте эти процессы привели либо к полному исчезновению одних форм (так, the radio повсеместно заменило устаревшее the wireless), либо к закреплению региональных форм как общепринятых (например, perfectly good English).
Американский и британский варианты английского различаются незначительно и обладают взаимопонятностью. Тем не менее, в некоторых случаях различия могут вызвать недопонимание и курьёзы. К примеру, в американском английском слово rubber означает презерватив (брит. англ. condom), а не стирательную резинку (брит. англ. eraser), таким же образом британское fanny относится к женским половым органам, когда как в Америке этим словом бы назвали ягодицы — амер. англ. ass или брит. англ. arse.

## Грамматика

### Существительные

#### Согласование
В английском языке существуют особые существительные разряда singularia tantum, которые означают группу лиц, но могут использоваться как в единственном, так и в множественном числе (collective nouns) — например, team, people, army. В британском английском эти существительные принимают обе формы — множественного числа (notional agreement) и единственного (formal agreement). Выбор осуществляется в зависимости от того, имеется ли в виду вся группа как одно целое или совокупность отдельных её членов. Для сравнения: a committee was appointed (комитет был уполномочен) и the committee were unable to agree (члены комитета не могли согласиться). Термин the Government (правительство) на британской гражданской службе всегда согласуется во множественном числе в целях выполнения юридического принципа министерской коллективной ответственности (cabinet collective responsibility). Примером могут также послужить строчки из песни Элвиса Костелло «Oliver's Army»: Oliver’s Army is here to stay / Oliver’s Army are on their way. Некоторые подобные слова, например, staff, в подавляющем большинстве случаев согласуются с глаголами только во множественном числе.
В американском английском данные слова почти всегда используются в единственном числе: the committee was unable to agree (комитет не мог согласиться). Однако в случае, если говорящий желает подчеркнуть, что члены описываемой группы действуют по отдельности, он может добавить в предложение личное местоимение во множественном числе. Пример: the team takes their seats вместо the team takes its seats. На деле, однако, гораздо вероятнее эту же фразу передадут как the team members take their seats (члены команды занимают свои места). Названия спортивных команд обычно согласуются во множественном числе, даже если название грамматически стоит в единственном. Существуют и исключения: в газете The New York Times используются оба варианта.
Разница проявляется во всех словах, обозначающих множества (collective nouns) — как в нарицательных существительных (team, company), так и в собственных (например, в названиях спортивных клубов и команд). Для сравнения:
BrE: SuperHeavy is a band that shouldn’t work или First Aid Kit are a band full of contradictions; AmE: The Clash is a well-known band. В первом случае к группе обращаются во множественном числе, во втором — в единственном.
BrE: Spain are the champions; AmE: Spain is the champion.
Имена собственные, грамматически находящиеся во множественном числе, согласуются с глаголами также во множественном числе в обоих вариантах: The Beatles are a well-known band; The Seahawks are the champions. Единственное исключение: в американском английском исторически устоялось United States is (в единственном числе). Такая норма укрепилась во времена после Гражданской войны в США, когда степень контроля федерального правительства над регионами значительно возросла. По тем же причинам в клятву верности флагу США к характеристике американской нации было добавлено слово «неделимая» (indivisable). До Гражданской войны было более распространено выражение the United States are.

### Глаголы

#### Морфология глаголов
- Прошедшее время и форма причастия прошедшего времени (past participle) у глаголов learn, spoil, spell, burn, dream, smell, spill, leap и других может быть как правильной (learned, spoiled), так и неправильной (learnt, spoilt). В британском английском на равных употребляются обе формы. Однако в некоторых словах (типа smelt и leapt) более распространена неправильная форма, особенно среди носителей Received Pronunciation. Другие слова, напротив, чаще слышны с правильным окончанием.[21] В американских диалектах неправильные формы редки и почти не используются, но опять же, есть и исключения (burnt, leapt и dreamt).[22] 
Окончания на букву t часто встречаются в старых американских текстах. Если глагол используется в значении прилагательного (как в burnt toast), окончание может быть произвольным. Двусложное слово learnèd /ˈlɜrnɪd/ (обычно пишется без знака ударения) в значении «выученный» или по отношению к учебным заведениям стоит в правильной форме в обоих вариантах английского. Другое исключение — слова dwell и kneel. Их формы причастия прошедшего времени — dwelt и knelt также в обоих вариантах. В американском, тем не менее, формы dwelled и kneeled тоже допустимы.
- В Великобритании как прошедшая форма глагола to light используется lit, а не lighted. Американский английский придаёт lit значение «подожжённый / воспламенённый», а lighted — «освещённый», как в «The stagehand lighted the set and then lit a cigarette» (Рабочий осветил сцену и зажёг сигарету).[23] Со словом fitted дело обстоит наоборот: в британском английском fitted предпочтительнее, а в американском возникают смысловые сложности. Fitted используется американцами для обозначения приведения предмета в подходящее состояние (синоним — suited), а также в значении приспособления более важного по значению предмета к менее важному (конструкция вида «fitted X around Y»). Fit используется в значении приспособления менее значимого предмета к более значимому (конструкция вида «fit[-past] X into Y»). В случае, если ни один из объектов не меняется, в американском английском тоже используется fit («The clothes [past-]fit.»; «The clothes [past-]fit me well.»).[24]
- В британском английском как прошедшая форма глагола spit в значении «плевать» употребляется только spat, в американском английском — spit либо spat.[25] Spat используется в метафорах («He spat out the name with a sneer») или если выплёвывается что-либо, помимо самой слюны («He spat out the foul-tasting fish»). Во всех остальных случаях американцы предпочитают spit.
- Форма причастия прошедшего времени от глагола saw в британском английском звучит как sawn, в американском — как sawed. Для сравнения — sawn-off/sawed-off shotgun (обрез).[26]
- Форма gotten как причастие прошедшего времени от get почти не используется в современном британском английском; исключение составляют только некоторые диалекты северо-восточной и западной Англии. Вместо неё везде применяется got, кроме некоторых устаревших выражений типа ill-gotten gains. Согласно компактному изданию Оксфордского словаря английского языка, «Форма gotten не используется в британском английском, однако весьма распространена в североамериканском английском». Словарь Уэбстера даже обозначает gotten как норму. Обычно в американском английском gotten употребляется, чтобы подчеркнуть обретение предмета, а got — для обозначения владения предметом. Например, Have you gotten it? (Ты достал это?) и Have you got it? (У тебя это есть?). Кроме того, в разговорном американском английском форма gotten распространена в составе фразовых глаголов с get, таких как get off, get on, get into, get up, and get around. К примеру, If you hadn’t gotten up so late, you might not have gotten into this mess. В американском английском также встречается forgot как форма причастия прошедшего времени от forget  в противовес стандартному и принятому в Великобритании forgotten.
- В британском английском причастие прошедшего времени proved применяется вместо proven, в американском английском почти на равных используются оба варианта.[27] И в британском, и в американском вариантах proven используется в значении прилагательного и в устойчивых выражениях типа not proven (шотландский судебный вердикт).[28]
- Американский английский развивает тему неправильности глаголов, из-за чего появляются неверные просторечные формы вроде dove[29][30] (от dive) и snuck[31][32] (от sneak). Иногда в американском английском даже происходит смешение форм претерита и причастия прошедшего времени (spring-sprang или spring-sprung[33][34]), и в результате глаголы типа shrink изменяются неправильно. Так, глагол shrink по правилам изменяется как shrink-shrank-shrunk, когда как в американском английском может встретиться shrink-shrunk-shrunken.[35][36] Подобные формы считаются не соответствующими стандартам. В одном из американских руководств по стилю — AP Stylebook — необычные прошедшие формы некоторых глаголов расцениваются как разговорные и просторечные, и к употреблению рекомендуются их правильные эквиваленты (это относится к глаголам dive, plead, sneak и другим). Формы dove и snuck в Великобритании посчитают неправильными, хотя dove присутствует в некоторых британских диалектах, а snuck можно иногда услышать в речи британцев.
- В ходе дальнейшего развития структуры глагольных форм некоторые глаголы с неправильным претеритом в американском английском приобрели собственные нестандартные формы причастия прошедшего времени. Например, глагол buy: прошедшая форма — bought, новообразованное деепричастие прошедшего времени — boughten. Такие изменения, впрочем, бессистемны, и проявляются по-разному от человека к человеку, чаще всего не выходя за пределы идиолекта. Данный феномен в основном встречается на севере США и в других районах, населённых потомками немецкоязычных иммигрантов. Стоит заметить, что даже в тех районах, где эта особенность встречается часто, она никогда не получает признания и не становится общепринятой нормой.

#### Использование времён
- По традиции, в британском английском для описания недавних событий используется время Present Perfect и наречий already, just или yet. В американском английском для этих целей может применяться как Present Perfect (если речь идёт о фактах), так и Past Simple (если речь идёт об ожиданиях). Американская манера такого временного распределения получила распространение только в последние 20-30 лет и применяется наравне с британской. В последнее время в британском английском наблюдается тенденция к употреблению just с Past Simple, особенно в заголовках и рекламных слоганах, например «Cable broadband just got faster» («Теперь скорость кабельного интернета возросла»).
  - BrE: «I have just arrived home» или «I’ve just arrived home.» AmE: «I just arrived home.» («Я пришёл домой»).
  - BrE: «I have already eaten» или «I’ve already eaten.» AmE: «I already ate.» («Я уже поел»).
- Таким же образом в американском английском иногда Past Perfect заменяется на Past Simple.
- В британском английском have got или have могут означать принадлежность, а have got to или have to — задавать модальность. Формы с got в основном встречаются в неформальном контексте, формы без got — в более официальном. В речи американцев got можно услышать чаще, чем в речи британцев, но последние нередко употребляют got для придания действию большего значения. В разговорном американском английском got играет роль глагола have, как в I got two cars или I got to go.
- Условные предложения (conditional sentences) в американской речи могут включать в себя конструкции типа would или would have (сокращённо [I]'d или would’ve) для времён Past Perfect (плюсквамперфект) и Past Simple (прошедшее время). Например, If you’d leave now, you’d be on time; / If I would have [would’ve] cooked the pie we could have [could’ve] had it for lunch. Традиционно в английском языке после if конструкции с would не применяются, поэтому в письменной речи в Америке подобных фраз не встретить. Однако в разговоре это явление характерно для представителей всех слоёв американского общества. Некоторые авторитетные источники даже определяют такие конструкции как стандартные для американского английского, не причисляя их к разряду просторечий[37][38]. Встречаются также случаи, когда would после if употребляется и в британском английском. Обычно это происходит, когда would несёт в себе модальность, как, например, в следующем предложении: If you would listen to me once in a while, you might learn something (Если бы ты меня иногда слушал, ты бы чему-нибудь да научился)[39][40]. Другой допустимый случай — если действие в придаточном предложении с if происходит после действия в главном предложении. К примеру: If it would make Bill happy, I’d [I would] give him the money (Если Билл от этого будет рад, то я дам ему деньги)[39]. Здесь хронологически первое действие — это выдача денег Биллу, а потом — его радость, то есть условие под if указывает на событие, следующее за событием в основной части предложения. В таких ситуациях использование would после if допустимо в обоих рассматриваемых вариантах английского.

- Американское сослагательное наклонение (морфологически совпадающее с формой инфинитива) часто использует придаточные предложения «приказного» характера (mandative clauses). Пример: They suggested that he apply for the job (Они предложили, чтобы он устроился на эту работу). В британском английском употребление подобного вида придаточных почти сошло на нет к концу XX века, уступив место предложениям вида They suggested that he should apply for the job, или даже более неоднозначным конструкциям вроде They suggested that he applied for the job. Тем не менее предложения с mandative clauses за всю историю британского английского никогда полностью не выходили из употребления[41].

#### Вспомогательные глаголы
- Shall вместо will гораздо более распространено среди британцев, чем среди американцев[42]. Shan’t (сокращение от shall not) в американском английском почти никогда не встречается, вместо этого применяется won’t или am/is/are not going to. Американская грамматика также часто игнорирует некоторые исторические отличия между should и would.
- Составное перефразированное будущее время (periphrastic future) в виде конструкции «be going to» встречается в американском английском в два раза чаще, чем в британском[43].
- Употребление глагола «do» в качестве пропредиката характерно только для британского английского[44]. Например, «Did Frank love nature or fair play?» — «Why, he must have done.» В данном случае типичным американским ответом стало бы «Why, he must have.», без «do» на конце[45]. Британцы могут использовать «do» для ответа во всех формах[44].

#### Переходность глаголов
Следующие глаголы различаются по переходности при их использовании в американском или британском английском:
- Agree (соглашаться, договориться) — переходный или непереходный глагол в британском английском, обычно непереходный в американском (agree a contract/agree to или on a contract). Однако в официальном письменном американском английском могут встретиться конструкции типа as may be agreed between the parties (как договорились стороны) вместо as may be agreed upon between the parties.
- Appeal (подать жалобу) — обычно непереходный в британском английском (употребляется с against), переходный в американском (appeal against the decision to the Court/appeal the decision to the Court)[46].
- Catch up (в значении «догнать и обогнать») — переходный либо непереходный в британском английском, строго непереходный в американском (to catch somebody up/to catch up with somebody). Переходная форма в американском варианте существует, но принимает другое значение: to catch somebody up означает, что субъект помогает объекту догнать и перегнать.
- Cater (снабжать провизией) — непереходный в британском английском, переходный или непереходный в американском (to cater for a banquet/to cater a banquet).
- Claim (утверждать, заявлять права на что-либо) — иногда непереходный в британском английском (при использовании с предлогом for), строго переходный в американском.
- Meet (встретить) — в американском английском переходный при употреблении с with в значении «проводить встречу с кем-либо», как в Yesterday we met with the CEO. Переходный в значениях «быть представленным кому-либо» (I want you to meet the CEO; she is such a fine lady), «перемещаясь, оказаться рядом с кем-то» (Meet the CEO at the train station) и «случайно увидеться с кем-либо». Британский английский также допускает использование переходного meet с предлогом with в значении «проводить встречу с кем-либо». Эта конструкция восходит ещё к среднеанглийскому языку. В последнее время meet with в Великобритании снова набирает популярность, несмотря на то, что собственно у meet with есть и другое значение — «воспринимать», как, например, в the proposal was met with disapproval. Стандартом для обоих вариантов долгое время оставалась другая конструкция — meet up with (как в to meet up with someone)[47].
- Provide (обеспечить чем-либо) - строго монотранзитивный (один субъект, один объект) в британском английском, моно- или дитранзитивный (один субъект, два объекта) в американском (provide somebody with something/provide somebody something).
- Protest (в значении «выступать против») — непереходный в британском английском, переходный в американском (The workers protested against the decision/The workers protested the decision). Непереходное словосочетание protest against в американском английском означает «устраивать акцию протеста или участвовать в ней». В своём старом значении «объявлять» глагол protest всегда переходный (protest one’s innocence).
- Write (писать) — в британском английском непрямой объект этого глагола обычно требует предлога to, например: I’ll write to my MP или I’ll write to her. В некоторых случаях наличие предлога необязательно, а именно, если непрямой объект, выраженный местоимением, стоит перед прямым объектом, выраженным существительным, как в I’ll write her a letter. В американском английском write также может быть монотранзитивным (I’ll write my congressman; I’ll write him).

#### Дополняемость
- Глаголы prevent (предотвратить) и stop (остановить) могут применяться в двух разных конструкциях: «prevent/stop someone from doing something» и «prevent/stop someone doing something» (не дать кому-либо сделать что-либо). Последний вариант более характерен для британского английского, чем для американского.
- Некоторые глаголы используются либо в конструкции to+инфинитив, либо в конструкции герундия (например, to start to do something/to start doing something — начать делать что-либо). Герундий более распространён:
  - В американском английском с глаголами start[48], begin[49], omit[50], enjoy[51];
  - В британском английском с глаголами love[52], like[53], intend[54].

### Наличие или отсутствие синтаксических элементов
- Когда в утверждении встречается два разных действия, в американском английском допустимо использовать to go с «голым» инфинитивом (bare infinitive), то есть начальной формой глагола без частицы to. Британцы же в таких случаях разделяют два действия словом and. Так, американец скажет I’ll go take a bath (я пойду приму ванну), а британец — I’ll go and have a bath (я пойду и приму ванну). В обоих вариантах возможна форма to go to, если предполагается, что действие не увенчается успехом, как в He went to take/have a bath, but the tub was full of children (Он пошёл принять ванну, но в ней оказались дети). Так же дело обстоит и со словом come. В американском английском предпочтительнее come see what I bought, в британском — come and see what I’ve bought (заметно также типично британское Present Perfect)[55]. Сокращение слова and до 'n' чаще используется в американском английском в предложениях типа «come 'n' get it» и «wait 'n' see».
- Различается также употребление предлогов перед указаниями на конкретный день в году или неделе. В Великобритании говорят She resigned on Thursday (Она уволилась в четверг), в США же довольно популярно She resigned Thursday без предлога on. Оба варианта в американском английском распространены примерно одинаково. Иногда предлога может не быть даже перед месяцами: I’ll be here December, однако такие формы обычно относят к просторечным.
- В Великобритании в предложениях вида «начиная с какого-то времени» предлог from употребляется чаще, чем в США. Там, где британцы скажут the new museum will be open from Tuesday (музей будет открыт со вторника) американцы скорее всего скажут the new museum will be open starting Tuesday или on Tuesday. Этого различия не наблюдается в конструкциях типа «от А до Б» (from A to B), в которых и британцы, и американцы единодушно говорят from. Также в Америке говорят the play opens Tuesday, а в Великобритании — the play opens on Tuesday (премьера спектакля во вторник).
- Американские юристы и конгрессмены всегда добавляют предлог of между названием нормативного правового акта и годом его принятия. Их британские коллеги же предпочитают этого не делать — сравните американский Americans with Disabilities Act of 1990  и британский Disability Discrimination Act 1995.

#### Определённыйартикль
- С некоторыми существительными со значением места (sea, prison, college) определённый артикль не употребляется, если предполагается определённое отношение субъекта к этому месту. Например, говорится at sea (если имеется в виду моряк), in prison (заключённый), и at/in college (студент). В британском английском артикля не требует также in hospital (о пациенте) и at university (о студенте), когда как в американском английском нормой считается in the hospital и at the university. Сочетания in college и in school в американском английском, однако, допустимы. Когда речь идёт не о пациенте или студенте, определённый артикль требуется в обоих вариантах. И британцы, и американцы также не добавляют артикль к словосочетанию rush hour (час пик) — брит. англ. at rush hour / амер. англ. in rush hour.
- В британском английском различаются фразы in future («впредь») и in the future («когда-либо в будущем»). В американском английском для выражения обеих мыслей используется in the future.
- В британском английском обязателен определённый артикль перед некоторыми выражениями, например, tell (the) time, play (the) piano. В американском английском необходимости в нём нет.
- При упоминании пронумерованных автомобильных трасс в британском английском необходим определённый артикль («the M25», «the A14»), а в американском — нет («I-495», «Route 66»). Исключения составляют диалекты севера США, южной Калифорнии и Аризоны, где названия типа «the 33», «the 5» или «the 10» являются нормой. Улицы именуются похожим образом — лондонский Стрэнд местные называют the Strand; в Америке же название улиц зависит от конкретного места. Одни улицы называются по-британски (the Boston Post Road), другие по-американски, без артикля.
- В американском английском различаются фразы in back of (сзади) и in the back of. В Великобритании вторая фраза не используется, и её часто принимают за первую. Однако, in front of и in the front of различны в обоих диалектах.
- Даты в разговорном британском английском также требуют артикля, как в «the eleventh of July» или «July the eleventh». В США артикль зачастую опускается, встречаются формы вроде «July eleventh» и «July eleven».

### Предлоги и наречия
- В США слово through может означать временной период «с… по … (включительно)», как в Monday through Friday (с понедельника по пятницу включительно). Британцы (и многие американцы) вместо этого используют Monday to Friday, или Monday to Friday inclusive. Также встречается Monday through to Friday. В некоторых районах северной Англии, в основном в Ланкашире и Йоркшире, для схожих целей используется while (Monday while Friday). В других районах северной Англии и в Ирландии более распространено Monday till Friday.
- Говоря о спортсменах, играющих в команде, британцы используют предлог in: sportsmen play in a team. Американцы для этого применяют предлог on: athletes play on a team. Оба варианта применяют for, если речь идёт о выступлении за команду: sportsmen play for a particular team.
- В американском английском служебное слово out используется как предлог в значении «через что-либо наружу» в выражениях типа out the door ([выйти] через дверь) или out the window (через окно). Словосочетание «выпрыгнуть из лодки» в американском английском будет звучать как «jump out of a boat», «выпрыгнуть из бортового иллюминатора» — «jump out the porthole». Стандартный американский английский не приемлет формы «jump out the boat» или «jump out of the porthole». Тем не менее, «out of the porthole» используется в некоторых местных диалектах северо-востока США. В британском английском преобладает out of, однако в речи (особенно диалектной) можно услышать и просто out[56]. В нескольких выражениях традиционно используется британский вариант, например, в out of all recognition или out of the team[57].
- Жители Нью-Йорка и окрестностей, говоря о процессе стояния в очереди, употребляют словосочетание on line (в два слова). В остальных районах США для этого используется in line. Online (в одно слово) везде означает процесс пользования Интернетом (отсюда русское онлайн). Для обозначения самой очереди в Великобритании используют слово queue вместо line. В США популярность queue за последние двадцать лет значительно возросла. У британцев есть множество выражений со словом queue: standing in a queue, queuing up, joining the queue, sitting in a queue или просто queuing. Если британцу сказать in line, он просто не поймёт, что имелось в виду.
- Чтобы сказать, что у животного течка, британцы употребляют словосочетание on heat, а американцы — in heat.
- Непереходный глагол affiliate (присоединяться) в британском английском требует перед собой предлог with или to, в американском английском — with или of (если affiliate используется в качестве существительного, например, «Microsoft is an affiliate of my company»).
- Глагол enrol(l) (записываться) употребляется с предлогом on в британском английском и с предлогом in в американском. К примеру: «to enrol(l) on/in a course» (записываться на курсы). В основном разницу между выбранными предлогами можно заметить в тех случаях, когда сам глагол опускается: «I am (enrolled) on the course that studies….».
- Говоря об улице, находящейся по какому-либо адресу, американцы используют предлог on, в Великобритании же в некоторых контекстах можно встретить in. In означает принадлежность к городской улице, on — к любой другой. Поэтому по отношению к магазинам употребляется предлог in (in Oxford Street), а по отношению к, например, заправкам на шоссе — on. Более того, в идиоматических высказываниях, где местонахождение предмета на улице определено достаточно точно, применяются предлоги, грамматически подходящие к самой идиоме. Пример: предлог at в «at the end of Churchill Road.»
- В британском английском со словом weekend (уикенд, выходные) употребляется предлог at («at (the) weekend(s)» — в выходные)[58]. Конструкции с предлогами on, over and during со словом weekend британцы тоже используют, но не так охотно, как американцы.
- Добавление предлога at в конец вопроса о местонахождении присуще только американцам, хотя эта практика не согласуется с американской языковой нормой. В Великобритании at в вопросе «where are you at?» ("ты где?) посчитают излишним (кроме некоторых диалектов); в Америке — неправильным. Среди диалектов юго-западной Англии распространено другое добавление: в тех же случаях они иногда применяют предлог to, как в «where are you to?».
- После глаголов talk и chat (говорить и болтать) в американском английском возможны предлоги with или to, британский английский позволяет только to (I’ll talk with Dave / I’ll talk to Dave). Предлог to, по мнению британских работодателей, более политически корректен, поскольку по смыслу подразумевает диалог двух людей, в противовес выговору одного другому. Оба варианта используют with, если слово talk является существительным, как в «I’ll have a talk with him».
- В обоих рассматриваемых диалектах после слова different (в значении «отличающийся») допустим предлог from, к примеру, «American English is different from British English in several respects». В США можно также услышать «different than», причём такая конструкция считается правильной при употреблении перед придаточными предложениями («American English is different than it used to be»). Британская альтернатива — предлог to[59][60].
- В случае, если слово opposite в конструкции opposite of является существительным, в британском английском используется форма opposite to. В американском английском во всех случаях употребляется opposite of. Использование слова opposite в качестве предлога (opposite the post office) давно устоялось в обоих диалектах, но сейчас встречается чаще в британской речи.
- К существительному opportunity (возможность) глагол может присоединяться двумя способами: opportunity + инфинитив с частицей to («the opportunity to do something») или opportunity + of + герундий («the opportunity of doing something»). Первая конструкция распространена в обоих диалектах, вторая же практически исчезла из американского употребления и часто рассматривается как англицизм.
- Говоря об именовании предмета в честь чего-либо, как американец, так и британец, может применить предлог after: «The river is named after the state». Предлог for в этой ситуации («named for a state») справедливо считается американизмом.
- В британском английском можно встретить to после наречия near («we live near to the university» — мы живём рядом с университетом). В американском английском такое происходит только если наречие принимает сравнительную или превосходную степень: she lives nearer/nearest to the deranged axe murderer’s house (она живёт ближе/ближе всего к дому безумного убийцы с топором).
- При обозначении звонка на какой-либо телефонный номер британцы говорят on a telephone number, американцы — at a telephone number.
- Говоря о принадлежности законодательного представителя региона к своему избирательному округу, в США употребляется предлог from, в Великобритании — for. Для сравнения: "Senator from New York, ", «MP for East Cleveland.»
- В американском английском фразы aside from  и apart from (кроме) используются одинаково часто; в Великобритании apart from гораздо более распространено[61].
- Американский английский допускает сочетание предлогов off и of, поэтому там возможны фразы вроде «off of». Британцы же примут подобную конструкцию за сленг. Сравните амер. англ. He jumped off of the box и брит. англ. He jumped off the box.
- В американском английском слово absent может использоваться вместо вводной конструкции in the absence of[62]. Так, в Америке можно услышать «Absent any objections, the proposal was approved» (За отсутствием возражений, предложение было принято). Британским эквивалентом будет In the absence of any objections, the proposal was approved; эта форма также распространена и в США.

#### Фразовые глаголы
- Глаголом, обозначающим заполнение форм или документов, в американском английском почти всегда является fill out, возможно восходящий к немецкому ausfüllen. В Великобритании используется глагол fill in. Однако, американцы тоже используют in, если речь идёт об отдельных строках документа — (fill in the blanks — заполнять пропуски). Выражение fill it all in (вероятно, имеется в виду несколько документов) в США так же распространено, как fill it all out.
- Глагол «раскошелиться» можно перевести на британский английский как fork out, в американском английском более употребимо fork (it) over или иногда fork up. Fork out встречается в обоих вариантах.
- В обеих странах употребляется глагол beat up, означающий избиение преступником своей жертвы. Американский английский допускает также beat on (что нередко применяется для обозначения биения в барабан) или beat up on. Последние два варианта зачастую считаются сленгом.
- Говоря о мероприятии, перенесённом на другое время из-за дождя, британцы используют глагол rain off (помешать дождём), американцы предпочитают rain out. Так, если какой-либо концерт отложили по причине сильного дождя, сообщить об этом можно, например, такой фразой: The concert was rained off/out.

### Прочие грамматические различия
- В названиях американских рек слово river (река) обычно стоит после имени реки, как в Colorado River, в названиях британских рек — наоборот (River Thames). К исключениям в британском английском относится река Флит (Fleet River) и те реки, название которых является прилагательным (например, «Жёлтая река» Хуанхэ — Yellow River). Исключения в американском английском — река Руж (River Rouge) и река Рэсин (River Raisin). Обе этих реки находятся в штате Мичиган и название своё получили от французов, когда-то проживающих на территории штата. Американская традиция наименования также используется в Австралии; в других странах британского содружества встречаются оба варианта и чётких правил не существует.
- В британском английском некоторые должности не становятся грамматическими «титулами» и не помещаются перед именем человека. Так, премьер-министр Великобритании Маргарет Тэтчер в документах может именоваться Margaret Thatcher, the Prime Minister (Маргарет Тэтчер, премьер-министр), в Америке предпочтут обращение Prime Minister Thatcher (Премьер-министр Тэтчер). Другой пример — тренер Джонс, в британском английском Mr Jones, the team coach, в американском — Coach Jones.
- Британский английский допускает разговорное использование слова sat вместо слов sitting и seated, например: I’ve been sat (вместо sitting) here waiting for half an hour; The bride’s family will be sat (вместо seated) on the right-hand side of the church. Подобные конструкции редко встречаются за пределами Великобритании. В 60-х годах XX века их использование в речи выдавало в говорящем выходца из Северной Англии, однако к началу 2000-х годов привычка распространилась и на юг Великобритании. Чаще всего конструкция используется специально, чтобы подчеркнуть неформальность разговора, и её не станут употреблять в официальной или письменной речи, хотя её и поймут большинство британцев. Похожим образом stood применяется вместо standing. Большинство американцев, как и некоторая часть британцев, воспримут использование обоих форм как признак того, что человек в описываемой ситуации сидит или стоит против своей воли.
- В некоторых районах центрального северо-запада США слово with может быть предлогом. В устной речи он иногда заменяет стандартные предлоги во фразовых глаголах: I’ll come with вместо I’ll come along. Come with используется как сокращение come with me, например I’m going to the office — come with. Это явление наблюдается в Миннесоте и близлежащих штатах, где крупный процент населения составляют иммигранты из стран Скандинавии и Германии (нем. mitkommen). Похожее выражение встречается в южноафриканском английском, куда оно пришло из нидерландского языка. Его используют носители языка африкаанс (который произошёл из нидерландского) при общении на английском языке. Британцы же данной конструкцией не пользуются.
- Слово also (также) на конце предложения в основном встречается только в американском английском и в диалектах Северной Ирландии. Конструкции as well и too на конце предложения распространены в обоих вариантах, но в британском английском as well считается более официальным.
- Основное правило выбора между неопределёнными артиклями an и a в английском языке гласит, что если слово начинается с гласного звука, ставится an, если с согласного — a. Однако в рассматриваемых вариантах языка исторически сложились некоторые фонологические различия, повлиявшие на выбор артиклей. Например, перед словами, начинающимися с произносимой h в составе безударного слога, некоторые британские писатели (особенно старшего поколения) предпочитают использовать артикль an вместо a[63]. К таким словам относятся, например, hallucination, hilarious, historic(al), horrendous и horrific. Большинство британцев также склонны употреблять an перед словом hotel (отель). Возможно, это обусловлено этимологией слова, ведь во французском языке, откуда заимствовано слово hotel, h не произносится (как и в русском языке)[64]. Применения артикля an перед словами на произносимую h более присуще британцам, чем американцам. В современном американском английском подобное считается ошибкой[65]. Американские писатели во всех случаях обходятся артиклем a, хотя иногда an встречается перед словом historic(al)[66]. По данным Нового оксфордского словаря английского языка, an перед historic(al) редок даже в британском английском[63]. Американцы, в отличие от британцев, ставят перед словом herb (трава, растение) артикль an, поскольку в американском английском h в этом слове не произносится.

## Словообразование
- Частота употребления буквы s на конце суффикса направления -ward(s) различается в рассматриваемых диалектах. Британцы обычно добавляют s, к примеру: forwards, towards, rightwards, когда как американцы опускают: forward, toward, rightward. Опять же, не обходится без исключений: afterwards, towards и backwards можно услышать и в США, а forward — в Великобритании. Во фразовых глаголах s чаще всего не используется, как, например, в глаголе look forward to. Формы с s характерны в основном для наречий (и предлога towards), но не для прилагательных — в них суффикс -wards крайне редок. Так, британцы и американцы скажут «upward motion» (движение вверх, буквально: верхнее движение) без s. В 1897 году редакторами Оксфордского словаря английского языка были проанализированы семантические различия между суффиксами. По их предположениям, -wards сильнее выражал направление, чем -ward. Последующие исследования, в том числе английского лексикографа Генри Фаулера при составлении его знаменитого словаря, опровергли эту гипотезу.
- В американском английском распространено добавление суффикса -s к словам day, night, evening, weekend, Monday и им подобным, в результате чего формируются наречия, означающие привычку делать что-либо в определённое время. Пример: наречие evenings (по вечерам) от слова evening (вечер), в предложении — I used to stay out evenings (Раньше я гулял по вечерам). Другой пример: Saturdays (по субботам) от Saturday (суббота); the library is closed Saturdays (Библиотека по субботам не работает). Так наречия формировались ещё в древнеанглийском языке, но сейчас это в основном ассоциируется с американскими языковыми традициями. Общественное мнение подтверждается и серьёзными изданиями: Оксфордский словарь английского языка в статье о выражении to sleep nights добавляет пометку «now chiefly N. Amer. colloq.» («сейчас в основном разг. североамерик.»). В статье о фразе to work nights данной пометки нет, и это выражение считается стандартным для британского английского.
- В британском английском к слову football (футбол) часто добавляется агентивный суффикс -er, образуя слово footballer (футболист). То же явление встречается со словами cricket (крикет), netball (нетбол) и иногда со словом basketball (баскетбол). В американском английском вместо footballer используется football player. Если английское название вида спорта также может являться глаголом, то добавление суффикса -er происходит как в американском, так и в британском английском: golfer (гольфист), bowler (боулер, игрок в боулинг или боулз), shooter (стрелок). Иногда в американском английском проскакивают британские формы, например, baller (баскетболист) в названии компьютерной игры NBA Ballers. В данном конкретном случае, однако, baller взято из сленгового to ball, означающего «играть в баскетбол».
- Англоязычные писатели и обычные носители языка зачастую образуют новые слова, объединяя распространённые составные слова в простые. Например healthcare (здравоохранение) вместо health care уже давно употребляется как стандарт в британских и американских официальных документах. В американском английском таких слов больше — многие слова, которые в США применяют как одно слово, в Великобритании всё ещё считаются составными конструкциями.
- В сложных словах вида <глагол>+<существительное>, американцы иногда используют глагольную форму «голого» инфинитива без to, когда как британцы в этих случаях предпочитают герундий. Примеры (сначала американский английский): jump rope/skipping rope (скакалка); racecar/racing car (гоночный автомобиль); rowboat/rowing boat (гребная лодка); sailboat/sailing boat (парусная лодка); file cabinet/filing cabinet (картотека); dial tone/dialling tone (телефонный гудок); drainboard/draining board (сушилка для посуды).
- Американский английский по большей части отбрасывает инфлективные суффиксы, таким образом сокращая слова. Для сравнения: cookbook/cookery book (кулинарная книга); Smith, age 40 / Smith, aged 40 (Смит, в возрасте сорока лет); skim milk/skimmed milk (обезжиренное молоко); dollhouse/dolls' house (кукольный домик); barbershop/barber’s shop (парикмахерская)[67]. Причём в последнее время эти формы распространились даже на названия потребительских товаров: в США на банке овощей можно прочитать can vegetables (вместо полной формы canned vegetables), а на упаковке картофеля-пюре — mash potatoes (вместо mashed potatoes).
- Определения перед существительными могут принимать разные числа в зависимости от варианта языка. Например, проблему с наркотиками в Великобритании называют drugs problem, в США — drug problem (хотя drug problem в Великобритании тоже можно услышать). Спортивная колонка в британской газете будет носить название sport section, в американской — sports section. В британском английском также слово maths (сокращение от mathematics — математика) имеет единственное число, как и американский эквивалент — math.

## Лексика
Большинство различий в лексике между американским и британским английским относятся к словам, обозначающим предметы и понятия, возникшие в период с XIX по середину XX века. В тот период новые слова для их обозначения создавались раздельно в Великобритании и США. Например, бо́льшая часть слов для обозначения предметов и понятий в автомобильной (car/automobile) и железнодорожной (railway/railroad) промышленности отличается у американцев и британцев. Отличия ещё присутствуют в сленге и мате (где часто возникают новые слова), а также во фразеологизмах и идиомах, включая фразовые глаголы. Чаще всего недопонимание в разговоре жителя США и жителя Великобритании вызывают слова, имеющие совершенно разные значения в соответствующих вариантах языка. Те же трудности могут возникнуть при использовании в речи местных, диалектных форм, даже если оба собеседника из одной страны. В связи с развитием информационных технологий, уже начиная с середины XX века новые слова перенимаются в обе стороны через кино и музыку. Особенно сильно ощущается влияние американской лексики на британскую.
Исследователи часто испытывают трудности в классификации лексических различий между вариантами языка. Британский лингвист Дэвид Кристал поместил несколько распространённых проблем на обложку своего списка различий в лексике между американским и британским английским. Он сопроводил их следующим замечанием: «этого должно быть достаточно, чтобы понять, что необходимо быть внимательным при работе с, казалось бы, простым списком эквивалентов».

### Обзор грамматических различий
Внимание! В данной статье под лексиконом понимается совокупность семантических единиц, которая кроме слов содержит также фигуры речи и фразеологизмы. При этом допущении сравнение упрощается.
Большинство носителей обоих вариантов языка знакомы с региональным лексиконом друг друга благодаря сложившейся в конце XX — начале XXI века общей межкультурной информационной среде. Тем не менее, слова, употребимые только в одном языковом варианте, хотя и будут поняты в другом, но будут восприняты собеседником как инородные, вплоть до приравнивания их к заимствованиям из другого языка. Например, если британец обратится к своему американскому другу словом chap или mate, в глазах последнего это будет выглядеть так же, как если бы американец обратился к своему другу испанским amigo.

#### Слова и выражения, происходящие из британского английского
Большая часть носителей американского английского знает хотя бы пару чисто британских выражений. Иногда в разговоре может возникнуть путаница, если собеседники не понимают, какое именно значение слова — британское или американское — имелось в виду (как, например, со словом biscuit). Значение некоторых британских слов не составит труда просто отгадать — например, слово driving license (водительские права). Однако значительную часть британской лексики в Америке не услышишь, поэтому такие слова, как nuff, американцам не известны.

#### Слова и выражения, происходящие из американского английского
Британцы понимают самые распространённые американские слова, такие как sidewalk (брит. англ. pavement — тротуар), gas (gasoline/petrol — бензин для машины), counterclockwise (anticlockwise — против часовой стрелки) и elevator (lift — лифт). Это обусловлено, в первую очередь, влиянием американской поп-культуры и литературы. Те выражения, которые в поп-культуре не встречаются, например, copacetic (satisfactory — удовлетворительный), в Великобритании не знают.

#### Различия

##### Слова и выражения с разными значениями
Такие слова, как bill и biscuit, часто используются в обоих вариантах английского, но означают разные вещи в каждом из них. В американском английском под словом bill чаще всего понимаются бумажные деньги, как в «dollar bill» — «долларовая банкнота». Британцы словом bill называют счёт к оплате, например «the repair bill was £250» — «счёт за ремонт составил 250 фунтов стерлингов». То, что в США называют biscuit, в Великобритании называют scone (ячменная или пшеничная лепёшка). Британское biscuit означает то же самое, что и американское cookie (печенье). Уинстон Черчилль в своих сочинениях вспоминал о курьёзном случае, когда на встрече стран антигитлеровской коалиции во время Второй мировой войны представители Великобритании и США не смогли понять друг друга из-за глагола to table, имеющего противоположные значения в британском и американском английском. To table в британском английском означает «вынести вопрос на обсуждение», когда как в американском английском — наоборот, «отложить обсуждение данной темы».
Британцы под словом football понимают футбол по правилам Футбольной ассоциации, то есть тот же вид спорта, что называется футболом в русском языке. В Америке словом football обозначают американский футбол, а традиционный футбол называют словом soccer. Термин «soccer» впервые появился в британском английском в XIX веке для выделения современной стандартизированной формы футбола среди многих других разновидностей (регби, американский футбол и другие). В современной англоязычной среде слово soccer часто принимают за американизм, поскольку в настоящее время термин на постоянной основе употребляется исключительно в США и Канаде.
Схожим образом в Великобритании слово hockey относится к хоккею на траве, а в Америке — к хоккею с шайбой.

##### Другие неоднозначности (сложные случаи)
Рассматриваемые языковые варианты, кроме всего прочего, также содержат слова с совершенно разными значениями. Они делятся на две группы: в первую попадают многозначные слова, одно или несколько значений которых являются уникальными для какого-либо варианта (американского или британского). Примеры слов из этой группы — bathroom и toilet, так как в Америке bathroom — это любая комната, в которой есть унитаз, а в Великобритании — только ванная. Также и toilet — в США унитаз, в Великобритании ещё и сам туалет. Ко второй группе относятся слова, значения которых одинаковы в обоих диалектах, но различается контекст их использования, эмоциональный посыл или переносное значение. Примеры — smart, clever, mad.
Некоторые различия могут привести к недопониманию и затруднениям в общении. Так, слово fanny в британском английском является сленговым обозначением вульвы, когда как в Америке так называют ягодицы. Эквивалентом американского слова fanny bag (сумка, носимая на поясе) в Великобритании является bum bag. Другой пример — слово fag (сокращение от faggot), которое в американском английском — грубое оскорбление, а в британском английском — вполне обычное многозначное слово. Среди его значений — «сигарета», «тяжёлый труд», «грязная и рутинная работа», «охапка» и даже одно из национальных английских блюд (свиные котлеты, фаготы). В США прилагательное pissed имеет значение «раздражённый», а в Великобритании — это грубое слово для обозначения состояния алкогольного опьянения (аналогично русскому «бухой»). Выражение pissed off в обоих вариантах также означает раздражение.
Схожим образом различаются значения слова pants. У американцев это брюки (брит. англ. trousers), а у британцев — нижнее бельё (англ. underwear). Американское значение слова pants также применяется в нескольких диалектах Северной Англии. В других частях Британии его часто причисляют к американизмам, несмотря на то, что оно произошло от сокращения устаревшего французского слова pantaloons (брюки, современное французское pantalons).Так же, французское влияние есть в Американском акценте и произношений некоторых слов, (butter,water,harry и другие) основном в этих словах буква “R” не произноситься, что характерно французскому акценту.
Иногда различия не настолько резкие. К примеру, слово quite в американском английском используется как заменитель слову very (очень), как в «I’m quite hungry» — «Я очень голоден». У британцев же quite употребляется в речи гораздо чаще и обозначает «вроде» — «I’m quite hungry» в Великобритании поймут как «Я, вроде, голодный». Подобное расхождение смыслов так же может привести к путанице.

#### Частота употребления отдельных слов
- В Великобритании допустимо полноценное использование союза whilst вместо while. В США употребляют только while, как союз и как предлог.
- Слово fall в значении «осень» (англ. autumn) британцы считают устаревшим. Несмотря на то, что fall в этом значении часто встречается в английской литературе Елизаветинской и Викторианской эпохи, в настоящее время британцы прочно ассоциируют его с американским английским.
- Для обозначения точки (знака препинания) в британском английском используется термин «full stop», в американском — «period». Например, слова бывшего британского премьер-министра Тони Блэра «Terrorism is wrong, full stop» («Терроризм — это плохо. И точка.») несли бы ту же смысловую нагрузку для жителей США в следующей записи: «Terrorism is wrong, period». Однако под влиянием американских медиа слово period начинает появляться в повседневной речи британцев в качестве междометия, означающего то же, что и русские выражения «и всё», «и точка».

### Социальные и культурные различия
В этом разделе рассматриваются те слова и выражения, которые сформировались в результате раздельного социального и культурного развития Великобритании и Соединённых Штатов Америки.

#### Образование

##### Школа
| Возраст | Британский английский          | Британский английский              | Британский английский          | Американский английский | Американский английский |
| Возраст | Название                       | Альтернативное/устаревшее название | Учебный план                   | Название                | Альтернативное название |
| ------- | ------------------------------ | ---------------------------------- | ------------------------------ | ----------------------- | ----------------------- |
| 1-4     | Preschool (необязательное)     | Preschool (необязательное)         | Preschool (необязательное)     |                         |                         |
| 1-4     | Nursery                        | Playgroup                          | Foundation Stage 1             | Day care                | Preschool               |
| 3-5     | Primary school                 | Primary school                     | Primary school                 |                         |                         |
| 3-5     | Reception                      | Infants reception                  | Foundation Stage 2             | Pre-kindergarten        | Pre-K                   |
| 5-6     | Year 1                         | Infants year 1                     | Key Stage 1                    | Kindergarten            |                         |
| 5-6     | Year 1                         | Infants year 1                     | Key Stage 1                    | Elementary school       |                         |
| 6-7     | Year 2                         | Infants year 2                     | Key Stage 1                    | 1st grade               |                         |
| 7-8     | Year 3                         | First year Junior                  | Key Stage 2                    | 2nd grade               |                         |
| 8-9     | Year 4                         | Second year Junior                 | Key Stage 2                    | 3rd grade               |                         |
| 9-10    | Year 5                         | Third year Junior                  | Key Stage 2                    | 4th grade               |                         |
| 10-11   | Year 6                         | Fourth year Junior                 | Key Stage 2                    | 5th grade               |                         |
| 11-12   | Secondary school / High School | Secondary school / High School     | Secondary school / High School | Middle school           | Junior high school      |
| 11-12   | Year 7                         | First form                         | Key Stage 3                    | 6th grade               |                         |
| 12-13   | Year 8                         | Second form                        | Key Stage 3                    | 7th grade               |                         |
| 13-14   | Year 9                         | Third form                         | Key Stage 3                    | 8th grade               |                         |
| 14-15   | Year 10                        | Fourth form                        | Key Stage 4, GCSE              | High school             | High school             |
| 14-15   | Year 10                        | Fourth form                        | Key Stage 4, GCSE              | 9th grade               | Freshman year           |
| 15-16   | Year 11                        | Fifth form                         | Key Stage 4, GCSE              | 10th grade              | Sophomore year          |
| 16-17   | Sixth form / FE College        | Sixth form / FE College            | Sixth form / FE College        | 11th grade              | Junior year             |
| 16-17   | Year 12                        | Lower sixth (AS)                   | Key Stage 5, A level           | 11th grade              | Junior year             |
| 17-18   | Year 13                        | Upper sixth (A2)                   | Key Stage 5, A level           | 12th grade              | Senior year             |

В США пятый класс (5th grade) относится к начальной школе, а восьмой (8th grade) — последний класс средней старшей школы (junior high school). В американской системе образования не существует единых стандартов разделения на классы, и поэтому расхождения в наименовании и порядке образовательных этапов могут встретиться даже в пределах одного штата.
Британцы традиционно называют американскую старшую школу (high school) средней школой (secondary school), причём это понятие относится как к государственным, так и к частным школам. В Америке также существует переходный этап между начальной и старшей школой — так называемая middle school или junior high school. Слово middle school в Великобритании употребляется как синоним слову junior school — второй половине начальной школы продолжительностью 4-6 лет. Однако в зависимости от региона значение термина middle school меняется. Например, в Дорсете (Южная Англия) так обозначается второй этап школьного образования в трёхэтапной системе (three-tier system), обычно охватывающий 5-8 классы. В других местах, например в городе Ившем и окружающем его графстве Вустершир, второй этап продолжается с 6 по 8 класс, и дети переходят в среднюю школу в 9 классе. Совершенно другая система принята в Кирклисе, Уэст-Йоркшир и деревнях Дирн-Вэлли. Школьное образование также делится на три ступени, но первая из них (First School) длится шесть лет (классы Reception — Year 5), вторая (Middle School) — три года (классы с 6 по 8) и третья (High School) — четыре года (классы с 9 по 13).
Понятие public school в Америке и Великобритании имеет два противоположных значения. В США под этим понимается государственное образовательное учреждение, финансируемое из налоговых поступлений населения (как, например, государственные школы в России). В Англии и Уэльсе public school обозначает, напротив, престижную частную независимую школу (independent school), обучение в которой платное. Независимые школы также называют private schools (частные школы), и это название официально принято для всех платных школ в Северной Ирландии и Шотландии. Название public school в этих двух регионах обычно никогда не применяется в том же смысле, что и в Англии. Однако, есть и исключения — шотландскую частную школу Gordonstoun, в которой учился принц Чарльз, иногда тоже называют public school (как и несколько других школ Шотландии). Государственно финансируемые школы в Шотландии и Северной Ирландии официально именуются state schools (государственные школы), но иногда по ошибке их тоже называют public schools, на американский манер. В самом США под state school понимают высшее образовательное учреждение, находящееся под управлением штата. Путаница возникает из-за множественности значений английского слова state, которое может относиться как к государству (социальному институту или стране), так и к отдельному штату США. Наименование «public» (общественный) по отношению к образованию или образовательному учреждению впервые появилось в Великобритании, чтобы различить между собой уроки с учителем на дому (private education — частное образование) и занятия в школе (public education — общественное образование).
Речь носителей обоих вариантов языка также содержит некоторые другие термины для обозначения особых школ. Например, понятие preparatory school в США охватывает все частные школы, осуществляющие подготовку учеников к поступлению в университет. В Великобритании же preparatory school — это частная школа для детей младше 13 лет, в которой ученики готовятся к переходу в платную старшую школу. Термин parochial school в США означает платную школу, находящуюся под управлением религиозной организации, чаще всего католической церкви и её епархии (подобно церковно-приходским школам в России). Прилагательное «parochial» (приходской) никогда не употребляется по отношению к школам, управляемым организациями протестантских фундаменталистов. Современные британские государственные школы произошли от средневековых приходских школ, которые финансировались местными религиозными организациями. Те, в свою очередь, находились под контролем государства через Церковь Англии (англиканство являлось официальной религией Англии). Эта система частично сохранилась в современной британской системе образования, и многие школы, особенно начальные (дети до 11 лет), не утратили связи с церковью. Их называют church schools, C.E. Schools или C.E. (Aided) Schools. Существуют также так называемые faith schools, управляемые Римской католической церковью и другими религиозными организациями, причём не только христианскими.
Школы с предметным уклоном в США обозначаются понятием magnet schools. Они отличаются высокими требованиями к поступающим ученикам — попасть в подобную школу можно только при крайне успешном прохождении вступительных испытаний. Такие школы финансируются из средств государственного бюджета. Британскими аналогами magnet schools являются академии (city academies), обучение в которых также бесплатное. В академии поступают около 10 % учеников, прошедших их вступительные испытания. Всего в Великобритании действует 36 местных отделов управления образованием (Local Education Authorities), которые занимаются отбором лучших учеников для их перевода в специализированные школы. Отбор осуществляется с помощью теста под названием 11+ (Eleven Plus), который пишут все ученики по достижении 11-летнего возраста. Лучшие ученики (обычно это 10-23 % написавших) переводятся в школы грамоты (grammar schools) с различными уклонами, когда как остальные переходят в comprehensive schools (общеобразовательные школы). До британской образовательной реформы 70-х годов XX века comprehensive school могли называть secondary modern school, high school или даже academy, в настоящее время эти названия используются только в тех регионах, где не действуют Local Education Authorities и ученики не разделяются по способностям. По статистике, только 6 процентов британских школьников посещают grammar schools. Некоторые частные школы тоже именуют себя grammar schools, поскольку исполняли их современные функции до появления государственных школ.

##### Университет
Выражение «изучать предмет» на британском английском может звучать как «study a subject», «read a subject» или просто «do a subject». Фраза «read a subject» до недавнего времени была распространена в основном в старейших высших учебных заведениях, например, в Оксфордском и Кембриджском университетах. Американскими аналогами являются выражения «study a subject» и «major in a subject», вместо major могут также использоваться слова emphasis и concentration. Фраза «to major in» относится к основной специальности студента, когда как «study a subject» может подразумевать любой предмет или курс, который студент посещает.
Британский английский:
«Она изучала биологию в Кембридже».

«She read biology at Cambridge.»

«She studied biology at Cambridge.»

«She did biology at Cambridge.» (разговорное)
Американский английский:
«Она изучала биологию в Гарварде».

«She majored in biology at Harvard.»

«She studied biology at Harvard.»

«She concentrated in biology at Harvard.»
Учебный процесс в британских вузах состоит из модулей (modules). Их преподают учителя, которых называют lecturers или tutors. Слово professor не имеет отношения к учительству, а означает лишь наличие учёной степени профессора. В некоторых американских университетах эквивалентом слову lecturer служит instuctor. Это слово используется тогда, когда учёная степень преподавателя ниже профессорской или её нет вообще. Во всех остальных случаях университетских преподавателей называют «professor», а наименование lecturer могут дать лишь приглашённым на время учителям или тем, у кого нет учёной степени. Однако в США есть и такие университеты, которые полностью следуют британским традициям.
Слово course в Америке обычно обозначает процесс изучения конкретного предмета (например, a course in Early Medieval England, a course in Integral Calculus) в течение определённого времени (например, в течение семестра), что эквивалентно британским понятиям module или unit. Британские же студенты под словом course (или course of study) понимают весь процесс обучения, который делится на модули (modules).
Университеты США словом dissertation называют докторскую диссертацию (работу на соискание научной степени доктора наук — Doctor). У британцев dissertation — это выпускная работа бакалавров (диплом) или магистров (магистерская диссертация).
Недопонимание также могут вызвать различные трактовки понятия college (колледж) в рассматриваемых диалектах. В США под колледжем понимается особое учебное заведение, в которое можно поступить после школы в целях получения высшего образования (степень бакалавра). В Великобритании колледжем называется любое образовательное учреждение, в котором выпускники средней школы (secondary school) могут продолжать своё обучение, не обязательно при этом получая высшее образование. Обычно к таким заведениям относят Sixth Form College, где можно пересдать A-Levels (выпускные экзамены для учеников 13 классов школ), NVQ (экзамен на подтверждение профессиональной квалификации) и GSCE (экзамены для учеников 9 классов школ). Слово «college» может встретиться в названиях обычных средних школ Великобритании и стран Содружества (пример — Dubai College). Некоторые университеты Англии содержат при себе колледжи, которые являются частью университета. На колледжи делятся Оксфордский, Кембриджский, Абердинский, Лондонский, Ланкастерский, Даремский, Кентский и Йоркский университеты. Так, учащийся, например, Королевского колледжа Кембриджского университета также является студентом самого Кембриджского университета.
Как в США, так и в Великобритании слово college может означать отдельный факультет в составе университета, однако британцы для этого чаще пользуются словом faculty. Слово college в Америке встречается в названии послешкольных учебных заведений, где нельзя получить высшее образование. В названии тех образовательных учреждений, в которых предоставляется возможность получить учёную степень, используется слово university. Есть, однако, и исключения: Бостонский колледж, Дартмутский колледж и Колледж Вильгельма и Марии являются полноценными университетами с продвинутыми программами, а Винсеннесский университет (Vincennes University) предоставляет только программы колледжей. Американских студентов, учащихся на бакалавра (bachelor’s degree, 4 года) или специалиста (associate’s degree, 2 года), называют студентами колледжа (college students), вне зависимости от того, где они учатся — в колледже или университете. Сами студенты называют своё образовательное учреждение колледжем во всех случаях. В американском английском учащиеся магистратуры или докторантуры называются graduate students, в британском английском — postgraduate students (хотя graduate students тоже можно услышать). Студенты продвинутых профессиональных программ известны по названию их учебной области (business student, law student, medical student). Некоторые университеты имеют систему общежитий (residential system). В каждом из университетов общежития имеют свои особенности, однако везде сохраняется общий принцип — совместное проживание и питание студентов. При обозначении образовательного уровня в США используется слово college (college level), в Великобритании — university (university level). Наименование образовательного уровня (например, университетское образование — по аналогии со школьным образованием) в обоих диалектах не зависит от названия учебного заведения. Так, студент Дартмутского университета получает college education (образования уровня колледжа), а студент Колледжа Иисуса Оксфордского университета — university education (университетское образование).
В контексте высшего образования, слово school в британском и американском английском имеет два разных значения. Британцы словом school обозначают кафедру университета, когда как американцы — деканат. School в британском значении часто употребляется как синоним слову college, что отражено в названии, например, Лондонской школы экономики и политических наук.
В других контекстах слово school принимает иные значения. Чаще всего под словом school в Великобритании понимают образовательное учреждение, состоящее из начальной школы (primary school), средней школы (secondary school) и выпускных классов для подготовки к A-Levels (sixth form). Если британец «ходит в школу» (goes to school), то под школой подразумеваются все вышеперечисленные заведения. Если же американец «ходит в школу», то он может посещать ещё и юридические (law school) или медицинские курсы (med school), при этом получая высшее образование. Студенты таких курсов почти всегда называют своё учебное заведение «школой», а себя — «ходящими в школу» (также как и студенты, например, Высшей школы экономики в России, которая тоже является вузом, несмотря на название).
Слово professor также неоднозначно в рассматриваемых вариантах английского. В Великобритании (кроме Лондонского университета) Professor — высшее учёное звание (не путать с учёной степенью), за которым следуют Reader, Senior Lecturer и Lecturer. В США профессором называют любого преподавателя. Иерархия преподавательских должностей американских вузов выстраивается в порядке (Full) Professor (профессор) — Associate Professor (доцент) — Assistant Professor (первая ступень ниже доцента).
Различается и значения слова tuition. Британское tuition — это общее название для знаний, получаемых во время обучения в университете. В американском английском слово tuition означает денежную плату за это обучение (брит. англ. tuition fees).

##### Общие понятия
По отношению к процессу сдачи экзамена учеником или студентом используется выражение take an exam, общее для обоих вариантов английского. В британском английском может также употребляться фраза sit an exam или sit for an exam. Выражение sit for an exam традиционно в США применяется в случаях, когда имеется в виду экзамен на адвоката (bar exam) или особые промежуточные экзамены в американских магистратурах и докторантурах (comprehensive exams). Во всех остальных случаях американцы говорят «take an exam». Повторение материала для подготовки к экзаменам в британском английском обозначается глаголом revise, в американском — review. Соответствующие идиомы в обоих вариантах (to revise for/to review for) равнозначны.
За процессом сдачи экзамена следят наблюдатели, которых в Великобритании зовут invigilators, а в США — proctors или exam supervisors. Словом proctor также называют ответственных за студенческую дисциплину в Оксфордском и Кембриджском университетах. Подготовка учителем экзаменационных материалов обозначается в Великобритании глаголом write (a teacher writes an exam). В США этот процесс обозначается двумя глаголами и разделён на два разных действия: написание и компоновка самих материалов — write, раздача работ ученикам и проведение самого экзамена — give. Пример: «Our teacher had written an exam beforehand and gave it to us today» — «Наш учитель подготовил экзамен заблаговременно и провёл его сегодня».
Британский английский:
«I sat my Spanish exam yesterday.» — «Вчера я писал экзамен по испанскому».

«I plan to set a difficult exam for my students, but I don’t have it ready yet.» — «Я собираюсь провести для своих учеников сложный экзамен, но я его пока ещё не подготовил».
Американский английский:
«I took my exams at Yale.» — «Я сдавал свои экзамены в Йеле».

«I spent the entire day yesterday writing the exam. I’m almost ready to give it to my students.» — «Я потратил вчера почти весь день на подготовку экзамена. Я почти готов провести его».
Студенты и ученики получают за работы оценки — в Великобритании marks, в США — points или grades. Оценить работу — брит. англ. to mark, амер. англ. to grade.
В американском английском существуют особые слова, обозначающие учеников конкретного класса старшей школы (high school) или конкретного курса колледжа. Эти слова — freshman (первокурсник, или без привязки к полу — frosh или first year), sophomore (второкурсник), junior (третьекурсник), senior (четверокурсник). При употреблении этих слов обычно указывается, какое именно учебное заведение имеется в виду (She is a high school freshman. He is a college junior.). В обеих странах используется слово first year в качестве замены слову freshman, однако в США first year в последнее время всё чаще относят к студентам первого курса магистратуры. Единственным исключением является Виргинский университет, где со дня основания в 1819 году словами «first-year», «second-year», «third-year» и «fourth-year» называют студентов соответствующих курсов программ бакалавриата. Другая терминология также используется в американских федеральных военно-учебных заведениях. Их студентов называют по названию их курса (class), но в обратном порядке — студент первого курса отзывается на «fourth class», второго — на «third class» и так далее. Первокурсников британских университетов первое время называют freshers, названия для студентов других курсов или школьников в британском английском отсутствуют. Имена для будущих магистров или профессоров в американских университетах составляются из номера их курса и названия программы обучения, например, «second-year medical student» или «fifth-year doctoral candidate». Студентов-юристов называют сокращённо «1L», «2L» или «3L» (курс и буква L — от law — право), конструкции вида «(год)-year law students» не употребляются. Похожим образом дело обстоит и у студентов медицинских направлений, которых называют «M1», «M2», «M3» или «M4».
Когда как в американском английском глагол graduate (выпуститься) и производное от него существительное graduate (выпускник) может характеризовать человека, закончившего любую образовательную ступень (от детского сада до аспирантуры), британский английский позволяет употреблять данные слова только по отношению к студентам университета или выше. Гораздо шире в Америке и значение слова student — в США это может быть лицо любого возраста, обучающееся в каком-либо учебном заведении. В Великобритании же слово student применяют только к студентам университета или ученикам sixth form (12-13 классы школы). Для школьников с 1 по 11 класс традиционно используется слово pupil, но с недавних пор student также набирает популярность.
Иногда причиной недопонимания могут стать названия самих образовательных учреждений. В США есть несколько «университетских старших школ» (University High Schools), которые не имеют никакого отношения к университетам и не предлагают программы высшего образования. Есть и, напротив, одна государственная старшая школа — Central High School Philadelphia — в которой лучшие 10 % учеников выпускного класса получают учёную степень бакалавра. Существует также множество британских средних школ с американским «college» в названии.
В процессе поступления в американский или британский вуз (или старшую школу) требуются, помимо всего прочего, рекомендательные письма с прошлого места учёбы. В британском английском такие письма называются letters of reference или reference forms, а их составители — referees; в американском английском — соответственно letters of recommendation или recommendation forms и recommendators.
Слово staff в контексте работников образования имеет в американском английском более узкий смысл. В США этим словом называют всех тех сотрудников образовательных учреждений, которые не заняты в преподавании и управлении, когда как академический персонал называют members of the faculty (работники факультета). В Великобритании слово staff используется по отношению и тем, и к другим (слово faculty в британском английском означает группу взаимосвязанных факультетов).

#### Политика
Баллотирование политика на выборах в Великобритании обозначается глаголом stand for election, в США — run for office. Политические термины и выражения в рассматриваемых диалектах английского почти не совпадают.

#### Бизнес и финансы
Понятие «выручка», известное в американском английском как revenue или sales (продажи), в британском варианте звучит как turnover.

#### Работа и наём
При приёме на работу в Великобритании соискатели отправляют работодателю своё curriculum vitae (CV) — краткое описание личных академических и профессиональных достижений. В Америке по отношению к этому документу чаще употребляется термин résumé (резюме), а CV используется только в академической среде. Американское CV обычно более развёрнутое и содержит, например, список всех научных трудов составителя.

#### Транспорт
Для транспортировки как действия в американском английском используется слово transportation, в британском — transport. Традиционно в Великобритании словом transportation обозначали один из видов уголовного наказания — ссылку (penal transportation). В американской практике слово transport обычно играет роль глагола и как прилагательное или существительное почти не употребляется. Исключения составляют только слова с узким значением вроде tape transport (лентопротяжное устройство) или military transport (военный транспорт).

##### Дорожный транспорт
Различия в словарном запасе американцев и британцев особенно заметны в терминологии дорог и дорожного транспорта. Двухстороннее многополосное шоссе с разделением посередине в британском английском называется dual carriageway, а в американском — divided highway. Дорожный разделитель в Великобритании — central reservation, в США — median или center divide, автомагистраль — брит. англ. motorway, амер. англ. freeway, expressway, highway или parkway. Въезды и выезды с транспортных развязок британцы называют slip roads, в Америке же они больше известны под именем ramps, причём американцы различают развязочные въезды (on-ramps или entry slips) и выезды (off-ramps или exit-slips). Словом slip road в Америке обозначают дороги, расположенные параллельно скоростным магистралям. Такими дорогами пользуются, чтобы проехать к какому-либо месту рядом с загруженной трассой, не мешая движению на ней. В обоих вариантах английского такие дороги также называются frontage roads или service roads.
В Великобритании понятие outside lane относится к полосе обгона на многополосных шоссе, расположенной посередине (также называется overtaking lane или амер. англ. passing lane). Полосу для обычного движения у края дороги называют inside lane. В США словом outside lane пользуются лишь при обозначении полосы, уходящей на поворот; другая полоса в таком случае обозначается согласно её положению относительно outside lane (right lane, если левая полоса уходит на поворот или left lane, если правая). Существуют также слова fast lane («быстрая» полоса) и slow lane («медленная» полоса). По «медленным» полосам автомобили движутся большую часть времени, по «быстрым» — при обгоне. Эти понятия встречаются в обоих вариантах английского.
Вождение в состоянии алкогольного опьянения в Великобритании обозначают словом drink driving, в США — drunk driving. Различаются также и юридические термины: в США это driving while intoxicated (DWI) или driving under the influence of alcohol (DUI), британским эквивалентом является drunk in charge of a motor vehicle (DIC), или (чаще) driving with excess alcohol.
Некоторые слова для обозначения автомобильных терминов различаются в британском и американском английском. Например:
| Великобритания             | США                            | Перевод                                 |
| -------------------------- | ------------------------------ | --------------------------------------- |
| accelerator                | gas [pedal], accelerator       | педаль акселератора, акселератор        |
| bonnet                     | hood                           | капот                                   |
| boot                       | trunk                          | багажник                                |
| mudguard, wheel arch, wing | fender                         | крыло                                   |
| hood, soft/hard top        | convertible top                | откидной верх                           |
| car park                   | parking lot                    | парковка, стоянка                       |
| driving licence            | driver’s license               | водительское удостоверение              |
| dual carriageway           | divided highway                | дорога с разделёнными потоками движения |
| estate car                 | station wagon                  | универсал                               |
| flyover                    | overpass                       | путепровод, эстакада                    |
| gearbox                    | transmission                   | коробка передач                         |
| hard shoulder              | shoulder                       | обочина                                 |
| juggernaut, lorry          | 18 wheeler, tractor-trailer    | фура                                    |
| lorry                      | truck                          | грузовой автомобиль                     |
| articulated lorry          | trailer truck, semi            | седельный автопоезд                     |
| manual                     | stick shift                    | механическая коробка передач            |
| motorway                   | freeway, highway               | автомагистраль                          |
| pavement                   | sidewalk                       | тротуар                                 |
| roadworks                  | construction zone, roadwork    | дорожные работы                         |
| petrol                     | gasoline или gas               | бензин                                  |
| saloon                     | sedan                          | седан                                   |
| silencer                   | muffler                        | глушитель                               |
| spanner                    | wrench                         | гаечный ключ                            |
| ticking over               | idling                         | холостой ход                            |
| windscreen                 | windshield                     | лобовое стекло                          |
| car valeting               | to bring a vehicle for service | техобслуживание                         |

##### Железнодорожный транспорт
Существуют и различия в наименовании терминов, связанных с железными дорогами и поездами. Даже сама железная дорога называется в Великобритании и США по разному — соответственно railway и railroad. Отсюда различия и в производных словах: железнодорожная станция — брит. англ. railway station и амер. англ. railroad station, train station. Водителей поездов британцы называют drivers или engine drivers, американцы — engineers. Британские кондукторы отзываются на guards, когда как американские — на conductors. Для обозначения стрелочных переводов (путевых соединений или развилок) в британском английском применяется слово points (всегда во множественном числе), американским эквивалентом является switch. Железнодорожный переезд в Великобритании именуется level crossing, в США — grade crossing. Шпалы известны под названием sleepers в Великобритании и ties (crossties) в США. Остановочные платформы (брит. англ. platforms) в Америке нарекли путями (амер. англ. tracks). Так, типичное для вокзала объявление «Поезд отбывает с третьего пути» в Великобритании прозвучало бы как «The train is departing from Platform 3», в США — «The train is departing from Track 3». Вагон сопровождения в британском английском — brake van или guard’s van, в американском — caboose. Американская фраза «All aboard!», которую произносят дикторы в пассажирских поездах перед отбытием состава, чтобы призвать пассажиров занять свои места, в Великобритании не используется. Вместо неё по громкоговорителю передаётся «Take your seats!». На конечной станции просьба сойти с поезда в Великобритании звучит как «All change!», а в США — «All out!».

#### Телевидение
Традиционно, под словом show в Великобритании понимают лёгкую развлекательную передачу с приглашённой публикой и участниками из числа звёзд эстрады. На американском телевидении любую программу называют show, когда как британские телепрограммы именуются по их жанру — drama, serial и другие. В последнее время слово show в Великобритании всё чаще принимает американское значение. В США сезон телесериала обозначается словом season, сам сериал — словом series. На британском телевидении слово series может относиться как к одному сезону («The 1998 series of Grange Hill»), так и ко всему сериалу в целом. Американское telecast (сокращение от television broadcast — телевизионная трансляция) в британском английском не употребляется. По отношению к телевизионной программе в Британии применяются глаголы broadcast (транслироваться), air (идти по телевидению), show (показываться).

#### Этажность зданий
Оба варианта английского по-разному именуют этажи зданий. В Великобритании первым этажом (first floor) зовётся этаж над входом в здание. Тот этаж, где расположен сам вход, называется ground floor. Американская система совпадает с русскоязычным именованием: первый этаж — это тот этаж, на который попадает главный вход в здание. Отсюда и различия в кнопках в лифтах: в британском лифте за ground floor отвечает кнопка «G» или «0», в американском — «1», «G» или «L» (от lobby — лобби, например, в отеле). В Великобритании по кнопке «L» или «-1» лифт отвезёт пассажира на подземный этаж (если в здании один подземный этаж) или на нижний подземный этаж (если их два). Верхний подземный этаж в таком случае вызывается кнопкой «U» (от upper ground floor — верхний подземный этаж).
Исключения составляют лишь американские многоквартирные апартаменты — apartment buildings (брит. англ. blocks of flats). На первом этаже обычно располагается парковка и лобби, поэтому нумерация этажей часто начинается со второго, где уже расположены только сами квартиры (apartments).

#### Иммиграция
В американском английском отказ потенциальным иммигрантам на определённом этапе (отказ в выдаче, продлении визы, въезде в США) обозначается глаголом deny («He was denied to enter the US»). В Великобритании в схожих целях используется глагол refuse («His visa application was refused»).

### Единицы измерения

#### Числа
В речи и написании чисел прописью британцы добавляют and между разрядными парами: one hundred and sixty-two (162) или two thousand and three (2003). В Америке and не обязателен: one hundred sixty-two или two thousand three.
В некоторых американских школах принято учить учеников произносить десятичные дроби как обыкновенные. Таким образом, американский пятиклассник озвучит число 13,7 (в американском и британском написании — 13.7) как thirteen and seven tenths (буквально — тринадцать и семь десятых). В официальной речи такое встречается всё реже и реже и постепенно исчезает и из школьных учебников. Британцы то же число передают как thirteen point seven (буквально — тринадцать точка семь).
В устной речи числа до 1900 в обоих вариантах английского могут произносить по сотням, то есть число 1200 будет звучать как twelve hundred (двенадцать сотен). Американцы, однако, продолжают такую практику до гораздо больших чисел и пользуются ей чаще; например, в американском английском число 2400 могут произнести как twenty-four hundred (двадцать четыре сотни), когда как британцы уже воспользуются нормативным two thousand and four hundred (две тысячи четыреста).
Годы, однако, всегда передают сотнями: 1234 год на обеих сторонах Атлантики произносят как twelve thirty-four. Годы после двухтысячного звучат как two thousand (2000, буквально — две тысячи), two thousand (and) one (2001) и так далее, после две тысячи десятого в моду входят обозначения типа — twenty ten (2010, буквально — двадцать десять), twenty fourteen (2014) и так далее.
Для обозначения номеров домов (или автобусов) британцы употребляют единичные числа (например, в случае числа 272 — two seven two — два семь два) или полное наименование (two hundred and seventy-two — двести семьдесят два). В Америке же используется смешанный вариант — two seventy-two (два семьдесят два).
Различаются также и принятые в США и Великобритании системы наименования крупных чисел (миллиардов, триллионов и так далее). Американцы употребляют слово billion для обозначения миллиарда (1 000 000 000), а у британцев до конца XX века биллионом называли триллион (1 000 000 000 000). В 1974 году британский премьер-министр Гарольд Вильсон сообщил Палате общин о переводе страны на короткую шкалу исчисления. Окончательно же процесс перехода завершился в 1975 году, когда канцлер казначейства Великобритании Денис Хили объявил о начале использования американской системы в государственной финансовой статистике. Миллиард обозначался и словом milliard, откуда оно перекочевало в большинство европейских языков, в том числе и в русский. Американская версия в Великобритании, однако, вскоре вытеснила прежние обозначения, и слово milliard теперь в обоих вариантах теперь считается устаревшим, наряду с billard (не путать с billiards — бильярд) и trilliard. Во всех крупных печатных изданиях Великобритании, включая Би-Би-Си, долгое время после перевода на американскую систему пользовались выражением thousand million, чтобы избежать неоднозначности; сейчас все они перешли на billion.
Многие люди не имеют опыта работы с такими числами и не привыкли видеть их в печатных текстах, поэтому за пределами Америки слово billion часто понимается как 1012. Более того, в разных странах приняты разные системы наименования чисел, поэтому при использовании английского в международном общении значение подобных слов всегда поясняется.
У числа ноль в британском английском есть несколько названий: zero, nought, oh или nil (при объявлении счёта в спорте). В американском английском чаще всего применяется слово zero, затем следует oh (хотя oh нельзя встретить при указании на количество), реже всего употребляются сленговые слова вроде zilch или zip. Например, в спортивных трансляциях можно услышать фразы вроде the team won two-zip (команда победила со счётом два — ноль) или the team leads the series two-nothing (команда лидирует со счётом два — ноль). В случае, если американцы объявляют счёт футбольного матча (брит. англ. football, амер. англ. soccer), некоторые журналисты могут воспользоваться британским nil, однако случается такое редко. Когда кто-либо диктует собеседнику, например, номер телефона или кредитной карты, для удобства в обоих вариантах цифру ноль почти всегда произносят как oh. Поскольку словом oh ещё и называется латинская буква O, при произнесении e-mail адресов носители обоих вариантов пользуются другими названиями.
При произнесении следующих друг за другом цифр (к примеру, номеров телефонов) британцы вставляют слово double перед двумя одинаковыми числами. Так, 007 на британском английском звучит как double oh seven. Исключения — британский экстренный номер 999, который всегда проговаривают как nine nine nine, а также «число зверя», что всегда six six six. В США номер экстренной службы 911 произносится как nine one one, а 9/11 (обозначение атак 11 сентября 2001 года) — nine eleven.

#### Денежные единицы
- Определённое количество денег может произноситься американцами и британцами по-разному. Например, полтора доллара на американский манер — a dollar fifty (фунтов стерлингов — a pound eighty), на британский манер, соответственно, one dollar fifty и one pound eighty. Для стоимостей больше доллара в Америке либо полностью опускают все названия денежных единиц, либо полностью оставляют — 2,20 долларов так будет звучать как two-twenty или two dollars and twenty cents. Таким образом, в США никогда не скажут что-либо вроде two dollars twenty, так как здесь указана только одна единица. В Великобритании же напротив, варианты типа two-twenty или two pounds twenty наиболее распространены.
- От носителя британского английского чаще можно услышать выражение «one thousand two hundred dollars», чем «a thousand and two hundred dollars». Последняя конструкция более популярна среди американцев.
- В британской рекламе по радио и телевидению целые числа, обозначающие цену, часто произносят отдельно по цифрам. К примеру, типичная фраза из рекламы «on sale for £399» («цена по скидке — 399 ф. ст.») может быть произнесена в формате on sale for three nine nine. Полная форма three hundred and ninety-nine pounds почти не используется. В американской рекламе встречаются фразы вроде on sale for three ninety-nine, и в зависимости от контекста предлагаемая сумма может быть равна как 399 долларам, так и 3,99 долларам. Британцы же под произношением типа three ninety-nine понимают разделение на фунты и пенсы, и для них эта сумма всегда будет означать 3,99 фунта стерлинга.
- Британское сленговое слово quid родственно американскому buck и применяется для обозначения целого количества фунтов или долларов, как в fifty-three quid (53 фунта) и forty-seven bucks (47 долларов). В обоих диалектах также встречается слово grand — тысяча долларов или фунтов. Quid также использовалось в Ирландии сначала для обозначения ирландского фунта, а затем — евро. Слово quid обычно не употребляется во множественном числе за единственным исключением — в выражении quids in (выиграть или заработать крупную денежную сумму).
- Носитель американского английского на письме может изобразить центы в 3,24 долларах как $324 или $324 (часто встречается на товарных чеках). Британец же запишет 3,24 фунта как £3.24, или ещё иногда как £3—24. После символа валюты может быть пробел, или символ может вообще отсутствовать — написание зависит от контекста[83].
- В расшифровке денежных сумм на чеках (check) американцы пишут центы в виде обыкновенной дроби (three and 24⁄100). Слово «долларов» в конце они не добавляют, так как оно на чеках уже напечатано. На британских чеках (cheque) тоже полностью не расшифровывают сумму и обычно пишут пенсы цифрами. Британские варианты — three pounds and 24 pence, three pounds ‒ 24 или three pounds ‒ 24p. Чтобы предотвратить мошеннические действия с чеками, после целых сумм в США добавляют пустые дроби (three and 00⁄100 или three and no⁄100), а в Великобритании — слово only (three and only). Таким образом, чек, к примеру, на три доллара или фунта, нельзя будет изменить на три миллиона, подписав в конце нули.
- Словом pound sign в Великобритании называют символ фунта (£), в США под этим словом понимают знак решётки (#, брит. англ. hash). В период с 60-х годов XX века по 90-е годы XX века основные британские телефонные компании (BT Group и её предшественники) называли решётку на телефонной клавиатуре другим словом — gate. Оно не вышло из употребления до сих пор.
- В разговорном британском английском слово pound (фунт) может не принимать форму множественного числа. Так, в повседневном общении нередки фразы вроде three pound forty (вместо pounds) или twenty pound a week. По правилам существуют названия валют, у которых нет множественного числа, например рэнды (rand) и иены (yen), а слово pound не изменит число только при употреблении его как части составных прилагательных вида twenty-pound-a-week pay-rise. В Америке одинаково вероятны все вышеперечисленные варианты. Евро (euro) чаще всего используется во множественном числе (euros), несмотря на предписание ЕС не изменять форму слова euro в деловой речи. В Республике Ирландия, однако, во всех ситуациях более распространена форма единственного числа.
- Британцы нередко в разговоре сокращают слово pence (пенни) до одной лишь первой буквы p. Одинаково часто встречаются фразы типа 3 pounds 12 p наряду с 3 pounds and 12 p; 3 pounds 12 pence; 3 pounds and 12 pence (3 фунта и 12 пенсов); или 8 p наряду с 8 pence (8 пенсов).
- В американском английском у монет меньше одного доллара есть свои названия — nickel (5 центов, полудайм), dime (10 центов, дайм), quarter (25 центов). В британском английском монеты тоже имели свои названия, но после реформы 1971 года (перевод фунта на десятичную систему) старые имена вышли из употребления. Некоторые носители британского английского старшего поколения ещё помнят названия дореформенных монет, в том числе и их разговорные «прозвища» вроде bob (1/- — один шиллинг) или tanner (6d — шесть пенсов), однако для обозначения современных монет их не используют. Сейчас монеты зовут по номиналу — например, монету в 10 пенсов могут называть «a 10-pence piece», «a 10p piece» или просто «a 10p». Монеты в один и два фунта зовутся несколько иначе — one pound coin и two pound coin соответственно.

#### Даты
Краткие формы записи дат в рассматриваемых вариантах английского заметно отличаются. Основное различие состоит в том, что в США месяц стоит перед днём в любом формате записи, в Великобритании — наоборот. Например, 25 декабря 2000 года в британской записи будет выглядеть как 25/12/00 или 25.12.00 (аналогично русской практике), в американской записи — 12/25/00. После нашумевшей во всём мире проблемы 2000 года в Америке участилось использование других форматов, вроде 25/12/2000, 25.12.2000 или 12/25/2000, однако пока существующий формат остаётся преобладающим. Изредка в обеих странах встречаются и другие варианты обозначения дат, к примеру, по стандарту ISO 8601 (2000-12-25). Он наиболее распространён среди программистов, учёных и специалистов других областей, для которых важна однозначность в записи дат и возможность совмещения символьных и хронологических последовательностей. Иные форматы записи могут быть неопределёнными: 06/04/05 может подразумевать 4 июня 2005 года (американский стандарт), 6 апреля 2005 года (британский стандарт) или даже 5 апреля 2006 года (старый стандарт ISO 8601 с двумя символами, отведёнными под год).
Вследствие различий в порядке месяцев и чисел в датах, британцы редко используют американское слово 9/11 (произносится nine-eleven), используемое в СМИ для обозначения атак 11 сентября 2001 года (в Америке эта дата пишется как 9/11/2001). Тем не менее, встретив 9/11 в тексте, носитель британского английского без труда поймёт, о чём идёт речь. В СМИ Соединённого Королевства (например, на Би-Би-Си) предпочитают название «September the 11th», однако в печатных изданиях 9/11 встречается чаще из соображений экономии места.
При написании месяца прописью в Великобритании принято сначала писать день, а потом месяц, например, 21 April. Месяц перед днём в подавляющем большинстве случаев пишут только в США. Британцы также часто раскрывают окончания порядковых числительных при записи чисел; так, 21 April превращается в 21st April (от twenty-first — двадцать первый). Кроме того, в британской речи даты произносят полностью, со всеми предлогами и артиклями — «the 21st of April», когда как на письме служебные слова зачастую опускаются — «21 April». В Америке это же число запишут как «April 21st». Исключение в американском английском только одно — «the Fourth of July» («четвёртое июля», День независимости США) произносится и пишется по британским правилам.
Следующие фразы распространены в основном в Великобритании: «a week today», «a week tomorrow», «a week Tuesday» и «Tuesday week» (последнее в ходу также и в центральном Техасе). Перечисленные конструкции указывают на день, наступающий не ранее, чем через неделю. «A fortnight Friday» и «Friday fortnight» имеют в виду пятницу через две недели. «A week on Tuesday» и «a fortnight on Friday» могут относиться как к прошлому («it’s a week on Tuesday, you need to get another one»), так и к будущему («see you a week on Tuesday»), в зависимости от контекста. К традиционно американским конструкциям относятся «a week from today», «a week from tomorrow» и другие. Британскими же можно назвать фразы вроде «Thursday last» или «Thursday gone», вместо них американец скажет «last Thursday». «I’ll see you (on) Thursday coming» или «let’s meet this coming Thursday» в британском английском означает четверг на текущей неделе, а «not until Thursday next» подразумевает уже следующую.

#### Время
24-часовой формат времени (18:00, 18.00 или 1800) является стандартом обозначения времени в Великобритании и других странах Европы. Там он используется повсеместно, включая расписания полётов, поездов и автобусов. В США же 24-часовой формат встречается только в вооружённых силах, полиции, авиации и медицине. В британском английском часы и минуты разделяются точкой (.), в американском — двоеточием (:), например 11:15 PM или 23:15 (США) и 11.15 pm или 23.15 (Великобритания).
Пятнадцать минут, прошедшие с начала часа, в британском английском именуются «quarter past» или «quarter after», американцы иногда употребляют «a quarter after». Пятнадцать минут, оставшиеся до следующего часа (по-русски «без пятнадцати час») обозначаются конструкцией «quarter to» в Великобритании; а в США — конструкциями «a quarter of», «a quarter to» (Север США) или «a quarter 'til» (Аппалачи). Для обозначения тридцати минут с начала часа («половина первого», «полпервого») в обоих вариантах принято говорить «half past» (ранее в Америке встречалось также и «half after»). В неформальной британской речи слово past часто опускают, из-за чего возможны варианты типа half five, что означает не половину пятого, как в русском языке, а половину шестого (17:30). Американизмы top of the hour и bottom of the hour британцы не применяют. Наконец, формы вида eleven forty (11:40) распространены в обоих рассматриваемых диалектах.

#### Масса
В повседневной британской речи массу тела человека объявляют в стоунах (14 фунтов). Так, британец может сказать, что весит 11 стоунов и 4 фунта («11 stones 4»), а не 158 фунтов («158 pounds»), как называют тот же вес в США. Большинство американцев не знакомы со стоунами и никогда не пользуются ими. Килограммы (брит. англ. kilogrammes, амер. англ. kilograms) в Великобритании давно являются официальной единицей измерения массы, но большая часть населения Соединённого Королевства до сих пор не знает свой вес в килограммах. В неформальном общении на это не обращают внимания, и незнание простыми людьми килограммовой системы вызывает проблемы только в исключительных случаях (например, если человек попал в больницу).
При использовании в качестве единицы измерения (после числа) слово stone не принимает множественное число, например, «11 stone», а не «11 stones». Когда речь идёт о названии стоунов как единицы измерения, оно склоняется — «Please enter your weight in stones and pounds» — «Пожалуйста, введите свой вес в стоунах и фунтах».

### Математика
Кроме отличий в наименовании самой математики (брит. англ. Maths, амер. англ. Math), существуют некоторые расхождения в терминах, относящихся к ней.
Трапецию (четырёхугольник с одной парой параллельных сторон) британские и американские геометры называют по-разному — американцы предпочитают trapezoid, а британцы — trapezium. Та же ситуация с названием углового коэффициента прямой, который в Америке зовётся slope, а в Великобритании — gradient. Наконец, операция разложения многочлена на множители (факторизация) известна в США как factoring, когда как в Соединённом Королевстве для её обозначения пользуются словом factorisation. Отсюда и соответствующие глаголы — factor и factorize.
Британцы обычно не используют слово mathematics по отношению к простейшей арифметике (2+2=4). Для этого есть само слово arithmetics (арифметика).

### Рождественские поздравления
Поздравляя друг друга с Рождеством, жители Северной Америки говорят «Merry Christmas!». В Великобритании поздравление обычно звучит как «Happy Christmas!». В последнее время в американских магазинах также начали поздравлять клиентов словами «Happy holidays» («Счастливых праздников»), которые указывают на все зимние праздники различных народов и религиозных конфессий (Рождество, День благодарения, Новый год, Ханука, зимнее солнцестояние, Кванзаа). В Великобритании такой фразой не пользуются. Выражение «Season’s greetings» одинаково распространено в обеих странах и часто печатается на рождественских почтовых открытках. Отличаются значения слова «holiday season» (или «holiday period»): в США под этим понимаются зимние праздники (декабрь-январь), а в Великобритании — период летних отпусков (июнь-август).

### Идиосинкратические отличия

#### Фигуры речи
Носители обоих вариантов английского пользуются выражением «I couldn’t care less», чтобы заявить о своём безразличии к чему либо. В Америке, однако, для этих же целей нередко употребляется «I could care less». Данная фраза, однако, несёт в себе неоднозначность, поскольку в буквальном переводе значение этой конструкции всё же подразумевает наличие некоторой заинтересованности в чём-либо.
Оба варианта также включают в себя выражения «I don’t mind» («Я не против») и «I don’t care» (то же значение, но с оттенком безразличия к результату по причине его банальности). Однако, ответом, например, на вопрос «Tea or coffee?» («Чай или кофе?») в США может стать «I don’t care», а в Великобритании — «I don’t mind», и обе фразы, употреблённые совместно, создают между собой смысловое противоречие.
В британском английском фраза «I can’t be arsed (to do something)» является вульгарным эквивалентом общеанглийского «I can’t be bothered», что означает нежелание человека делать что-либо (по-русски — «Мне не до того»). Тем, кто с британским произношением не знаком, эта фраза может показаться похожей на «I can’t be asked», но произнесённой с южноанглийским акцентом.
От британца можно услышать выражение «No fear!», что эквивалентно используемому в обоих вариантах английского «No way!» (восклицание «Нет!»). Пример из текста британской писательницы Дороти Сэйерс:
Q.: Wilt thou be baptized in this faith?
A.: No fear!
 — from Creed or chaos? : And other essays in popular theology
Если воспользоваться этой фразой в присутствии американца, это может сбить его с толку, так как «No fear!» дословно переводится как «Нет страха!», следовательно, можно подумать, что собеседник не отрицал, а подтверждал что-либо (у него «не было страха»).

#### Эквивалентные идиомы
Оба варианта английского содержат идиомы с одинаковыми значениями, но разным выбором слов. На данных примерах лексические различия британского и американского вариантов проявляются особенно отчётливо:
| Британский английский                                                                                                  | Американский английский                        | Буквальные переводы                                                                                  | Русский эквивалент или значение                        |
| --- | ---------------------------------------------- | --- | ------------------------------------------------------ |
| not touch something with a bargepole                                                                                   | not touch something with a ten-foot pole       | (к нему) и шестом для толкания баржи не прикоснёшься (к нему) и десятифутовым шестом не прикоснёшься | такой, что страшно прикоснуться                        |
| sweep under the carpet                                                                                                 | sweep under the rug†                           | подмести под ковёр                                                                                   | замять, «проехать» (о деле, преступлении)              |
| touch wood | knock on wood                                  | прикоснуться к дереву постучать по дереву                                                            | постучать по дереву (на удачу)                         |
| see the wood for the trees                                                                                             | see the forest for the trees                   | видеть лес за деревьями                                                                              | видеть лес за деревьями (обычно в отрицательной форме) |
| put a spanner in the works                                                                                             | throw a (monkey) wrench (into a situation)     | пустить в дело гаечный ключ пустить в дело (разводной) гаечный ключ                                  | вставлять палки в колёса                               |
| put (or stick) your oar in but it won’t make a ha’porth of difference to put your two penn’orth (or tuppence worth) in | to put your two cents (or two cents' worth) in | привлечь своё весло вставить свои два цента                                                          | вставить свои пять копеек                              |
| skeleton in the cupboard                                                                                               | skeleton in the closet                         | скелет в шкафу                                                                                       | скелет в шкафу                                         |
| a home from home | a home away from home                          | дом вдали от дома                                                                                    | второй дом                                             |
| blow one’s own trumpet                                                                                                 | blow (or toot) one’s own horn                  | дудеть в свою трубу дудеть в свой горн                                                               | бахвалиться, хвастаться                                |
| a drop in the ocean | a drop in the bucket, a spit in the ocean      | капля в море капля в ведре                                                                           | капля в море                                           |
| flogging a dead horse                                                                                                  | beating a dead horse                           | сечь мёртвую лошадь                                                                                  | носить воду в решете                                   |
| haven’t (got) a clue                                                                                                   | don’t have a clue или have no clue             | не иметь понятия                                                                                     | не иметь понятия                                       |
| a new lease of life | a new lease on life                            | взятие жизни в аренду ещё раз                                                                        | возрождение надежд                                     |
| lie of the land | lay of the land                                | рельеф земли                                                                                         | положение дел, обстановка, также прямое значение       |
| take it with a pinch of salt                                                                                           | take it with a grain of salt                   | принимать это с щепоткой соли                                                                        | отнестись к этому скептически                          |
| a storm in a teacup | a tempest in a teapot                          | буря в кружке буря в чайнике                                                                         | буря в стакане (воды)                                  |

† В США словом carpet называют ковролин.

## Письмо

### Орфография
Орфография английского языка стала полностью стандартизована только к началу XVIII столетия. Различные нормы записи слов обретали влияние после их публикации в крупных словарях. Современный британский английский язык основан, по большей части, на словаре «Dictionary of the English Language» Сэмюэла Джонсона (1755), когда как американский — на «An American Dictionary of the English Language» Ноа Уэбстера (1828). Британская орфография отличается прежде всего сохранением французского написания многих слов. Орфография американского английского за долгое время во многом отошла от британских традиций, однако в нём всё же встречаются немало слов, записываемых по британским правилам. Вопреки расхожему мнению, Уэбстер не придумал американские нормы записи слов, а лишь популяризировал их, руководствуясь при выборе вариантов «соображениями простоты, следуя этимологии или находя аналоги». Уэбстер также внёс в словарь некоторые реформированные нормы записи (подобно предложенным организацией Simplified Spelling Board в начале XX века), но большинство из них не прижились. После выпуска словарей Джонсона и Уэбстера дальнейшие изменения орфографии обоих вариантов английского перестали отражаться друг на друге.

### Пунктуация

#### Точки в сокращениях
Американцы пишут слова вроде Mr., Mrs., St., Dr. с точками, когда как британцы предпочитают «открытый» стиль пунктуации, где точка ставится только в том случае, если буква перед точкой — последняя в слове. Такие сокращения британцы называют «contractions». Раньше в Великобритании точки ставили в любых сокращениях, однако традиция изжила себя и теперь в большинстве случаев пользуются «открытой» пунктуацией. В обоих вариантах также не принято добавлять точку после единиц измерения — к примеру, kg (кг), Hz (Гц).

#### Ограничительные и распространительные придаточные
В английском языке определительное придаточное может быть ограничительным или распространительным. Каждая из этих форм определяет собственную структуру предложения, как с точки зрения синтаксиса, пунктуации и лексики, так и с точки зрения смысла. Так, распространительное придаточное обособляется запятыми и обычно содержит союзное слово which. Определительному придаточному, однако, запятые не требуются, а союзным словом чаще всего выступает that. Различия между британским и американским английским состоят именно в смысле, закладываемом говорящим в предложение при использовании того или иного типа придаточных. Для примера — фраза «The dog, which bit the man, was brown.» («Собака, которая укусила того человека, была коричневой»). В данном случае придаточное which bit the man относится к распространительным. В американском английском это придаточное лишь даёт побочную информацию о конкретной собаке (факт укуса); причём эта информация не является ключевой для понимания основной мысли предложения (коричневый цвет). В случае же предложения «The dog that bit the man was brown» придаточное that bit the man — ограничительное. Здесь придаточное отграничивает конкретную собаку коричневого цвета из ряда других собак, предположительно укусивших человека. Таким образом, замена одного вида придаточного на другой в американском английском придаст исходному предложению совсем иной смысл.
В британском английском же предложения обычно не содержат смыслового различия между ограничительными и распространительными придаточными. Поэтому в британском английском возможно предложение «The dog which bit the man was brown.», где придаточное «which bit the man» (не обособленное запятыми) может как отделять эту собаку из числа укусивших, так и просто сообщать о её коричневом цвете. Собеседник в данном случае догадывается о смысле предложения из контекста либо привлекает свои собственные знания.
Британский лексикограф Генри Фаулер в своём словаре A Dictionary of Modern English Usage (1926) рекомендует использовать that (без запятой) для ограничительных придаточных и which (с запятой) для распространительных. Он, однако, отмечает, что эти конструкции в британском английском редко различаются, и что в США и Великобритании их употребление неодинаково. Таким образом, в словаре прямо не говорится, что разделение между этими видами придаточных характерно только для США. Фаулер также указывает на проблемы словом that: «Самое важное здесь то, что оно [that] всегда норовит оказаться в начале придаточного предложения; оно не отделяется от основного предложения или предыдущего придаточного с помощью предлога, как это происходит с whom и which; вместо этого предлог всегда уходит на конец придаточного; это неплохо соответствует идее того, что ограничительные придаточные (с that) теснее связаны с остальным предложением, чем распространительные (с which); однако всё это вынуждает автора либо не оканчивать своё предложение (или придаточное) предлогом, либо воспользоваться which вместо that». Далее учёный утверждает, что предлоги на конце предложений — обычное дело: «страх закончить [предложение] предлогом обусловлен лишь глупыми предрассудками».

#### Цитаты
Для указания на прямую речь или цитирования американцы пользуются двойными кавычками ("). В цитатах внутри цитат ставятся одиночные кавычки ('). В Британии встречаются как те издания, которые рекомендуют следовать американским правилам (например, The Economist и The Times), так и те, которые призывают применять только одиночные кавычки (к примеру, The King’s English). Британские газеты и журналы, как правило, могут сами выбирать, каким нормам следовать; обычно стандарт для конкретного издания выбирается согласно одному из существующих стилистических справочников.
В США точки и запятые, встречающиеся в цитатах, почти всегда помещаются внутрь кавычек. Этого не происходит только в тех случаях, когда добавление точки или запятой может внести в предложение неопределённость, например, если цитируется название веб-сайта или приводятся особые числовые данные. В обоих вариантах английского вопросительные и восклицательные знаки вносятся под знак кавычек тогда, когда они являются частью цитаты. И в США, и в Великобритании в прямой речи под кавычками сохраняется вся оригинальная пунктуация. Если же прямая речь прерывается словами автора, то точка перед окончанием кавычек заменяется на запятую, как и в русском языке. Американцы часто пользуются цитатами; их применяют, когда есть сомнения в достоверности материала; ради сарказма; чтобы придать слову другое значение; или просто чтобы цинично отразить суждение, предварительно приведя его дословно. Далее даны несколько возможных стилей постановки кавычек в цитатах и прямой речи:
- Carefree means "free from care or anxiety." (Американский стиль)
- Carefree means 'free from care or anxiety'. (Британский стиль с одиночными кавычками)
- "Hello, John, " I said. (Оба стиля)
- Did you say, "I’m shot"? No, I said, "Why not?" (Оба стиля)
- To use a long dash on Wikipedia, type in "&mdash;". (Пример исключения в американском стиле)
- My "friend" just told the whole school my secret. (Американский стиль, но подобное может встретиться и в британском английском)

Американский стиль используется в большинстве американских газет, а также в крупнейших издательствах и стилистических справочниках США и Канады. К таким справочникам относятся MLA Style Manual от Modern Language Association, APA Publication Manual от Американской психологической ассоциации, The Chicago Manual of Style Чикагского Университета, AIP Style Manual от Американского института физики, AMA Manual of Style от Американской медицинской ассоциации, APSA Style Manual от Американской ассоциации политической науки, The AP Guide to Punctuation от Ассошиэйтед Пресс и The Canadian Style от Службы государственных услуг Канады.
В справочнике Hart’s Rules, опубликованном для издательства Oxford University Press в 1904 году, британский стиль постановки кавычек называется «новым». Схожий британскому стиль встречается и в других языках, например, в португальском, испанском, французском, итальянском, каталанском, нидерландском и немецком. Его применяют и в Америке: обычно британский стиль предпочитают организации, в чьи профессиональные обязанности входит частый ввод особых символов. К примеру, ACS Style Guide основан на британских правилах и используется в среде химиков и программистов. Согласно словарю хакерского сленга Jargon File, американские хакеры перешли на британскую систему пунктуации в кавычках. Причиной этому послужило то, что при постановке точки внутри кавычек может измениться смысл всей строки, если компьютер обрабатывает её посимвольно. Современная американская система, однако, в таких случаях требует ставить точки за пределами кавычек, поэтому описываемой проблемы более не существует.

#### Скобки
В британском английском круглые скобки «()» называются brackets, квадратные «[ ]» — square brackets, фигурные «{ }» — curly brackets. Немного различаются наименования в официальном английском обеих стран: в нём для круглых скобок используется название parentheses (единственное число — parenthesis). Распространённой практикой как в США, так и в Великобритании является расположение знаков препинания вне скобок, кроме тех случаев, когда скобки содержат целое предложение. Например:
- «I am going to the store (if it is still open).» — «Я пойду в магазин (если он всё ещё открыт).»
- (This page is intentionally blank.) — «(Эта страница оставлена пустой намеренно.)»

Если предложение в скобках целое и содержит завершающий знак препинания, отличный от точки, то этот знак также заносится в скобки:
- «I am going to the store (Is it still open?)» — «Я пойду в магазин (А он ещё открыт?)»
- «I am going to the store (I hope it’s still open!)» — «Я пойду в магазин (Надеюсь, он ещё открыт!)»

### Названия и заголовки
Использование строчных и прописных букв в названиях и заголовках непостоянно.
Иногда слова в газетных заголовках, названиях печатных публикаций, их глав или частей, пишутся по тем же правилам, как и во всём остальном тексте. То есть, прописная буква пишется только в начале предложений, в именах собственных и так далее.
Тем не менее, распространённой практикой некоторых издательств является написание некоторых слов с большой буквы для придания им большего значения. Воспринимается это как показатель высокого профессионализма издания. В Америке это довольно распространено в названиях книг, но не в газетных заголовках. Конкретных правил по этому поводу не выработано, существующие нормы неоднородны и зачастую противоречат друг другу. Чаще всего прописными буквами пишутся все слова, кроме артиклей, предлогов и союзов. Многие британские таблоиды (например, The Sun или Daily Sport) для привлечения внимания все заголовки пишут полностью прописными буквами, иногда даже в ущерб читабельности текста. Газеты обычного формата (The Guardian, The Times, The Independent), напротив, большую букву ставят только в первой букве первого слова заголовка.
В американских газетах часто встречается запятая в качестве сокращённого слова and (и). К примеру, в Washington Post публиковалась статья под заголовком «A TRUE CONSERVATIVE: For McCain, Bush Has Both Praise, Advice.». Здесь вторая запятая стоит вместо слова and.